# 84 Pułk Strzelców Poleskich
84 Pułk Strzelców Poleskich (84 pp) – oddział piechoty Wojska Polskiego w II Rzeczypospolitej.
Pułk sformowany został w 1920 jako 101 pułk piechoty. Walczył na frontach wojny polsko-bolszewickiej.
W okresie pokoju stacjonował na terenie Okręgu Korpusu Nr IX w garnizonie Pińsk; III batalion w Łunińcu, a batalion zapasowy w Kobryniu. Wchodził w skład 30 Dywizji Piechoty.

W kampanii wrześniowej 1939 walczył w składzie macierzystej dywizji w pasie działania Armii „Łódź”, natomiast IV batalion rozpoczął kampanię w składzie Wołyńskiej Brygady Kawalerii i walczył pod Mokrą.

## Formowanie i zmiany organizacyjne
1 czerwca 1920 roku Minister Spraw Wojskowych zarządził formowanie I Brygady Rezerwowej, a w jej składzie 101 pułku piechoty. Pułk ten został zorganizowany w Ostrowi Mazowieckiej. Oficerowie zostali przydzieleni ze szkół podoficerskich piechoty i różnych batalionów zapasowych, razem z kompaniami marszowymi. Do pułku została wcielona część 20. klasy Szkoły Podchorążych Piechoty, która 1 czerwca zakończyła szkolenie. Podoficerowie przybyli do pułku ze szkół podoficerskich piechoty i szkoły karabinów maszynowych. Szeregowcy zostali przysłani z batalionów zapasowych 1, 5, 6, 13, 31, 32 i 41 pułków piechoty. Byli to żołnierze słabo wyszkoleni. Większość z nich nie strzelała z karabinu. Dość dobrze byli przygotowani do walki żołnierze kompanii technicznej i plutonu łączności. Na stanowisko dowódcy pułku został wyznaczony kapitan Jan Bratro. Dowódcą I batalionu został kapitan Zygmunt Piwnicki, II batalionu kapitan Józwa, III batalionu porucznik Wiśniewski, IV batalionu kapitan Rękosiewicz.
Kompania techniczna i pluton łączności przybyły do miejsca formowania już w pełni ukompletowane. Uzbrojenie pułku stanowiły karabiny francuskie, po 4 rkm Chacnarda na kompanię. Kompania ciężkich karabinów maszynowych była wyposażona w ckm Hotchkiss i Maxim. Pułkowe tabory dołączyły dopiero w Małkini, w czasie przegrupowania na front.
29 grudnia 1934 Minister Spraw Wojskowych nadał 84 pułkowi piechoty nazwę „84 pułk Strzelców Poleskich”.
W 1939 w strukturze pułku występowały 4 bataliony piechoty. Kompania przeciwpancerna składała się z czterech plutonów po dwie armaty przeciwpancerne kalibru 37 mm.

## Walki 101 pułku piechoty
8 czerwca pułk, czterema transportami, został skierowany do stacji Zwiahel. 13 czerwca dotarł na miejsce przeznaczenia i znalazł się na tyłach wycofującej się spod Kijowa polskiej 3 Armii. Pułk zorganizował obronę w centrum ugrupowania Brygady w oparciu o Zwiahel i brzeg Słuczy. Po jego prawej stronie bronił się 105 pułk piechoty, a po lewej 106 pułk piechoty.

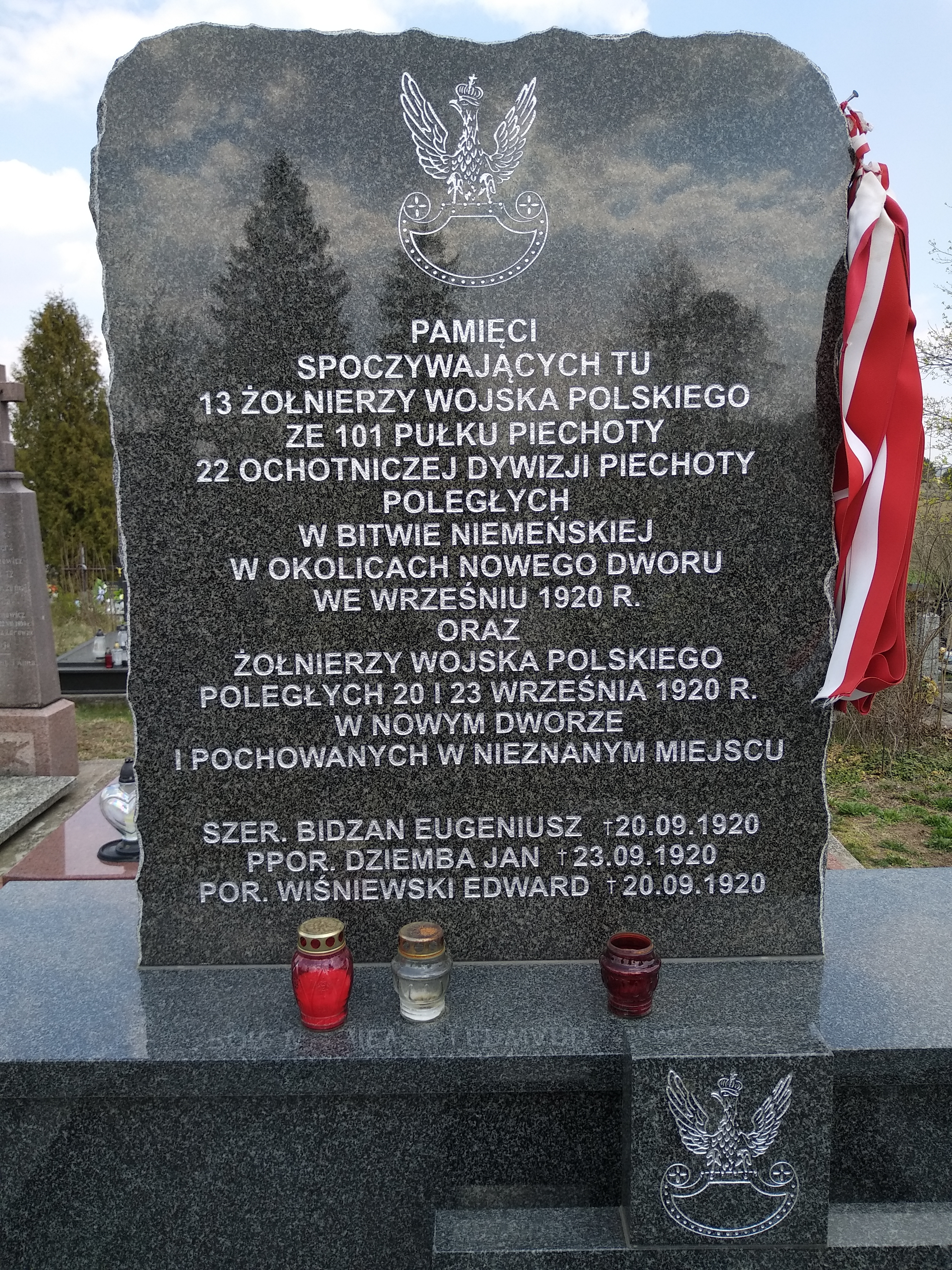
Tablica pamiątkowa na cmentarzu parafialnym w Nowym Dworze

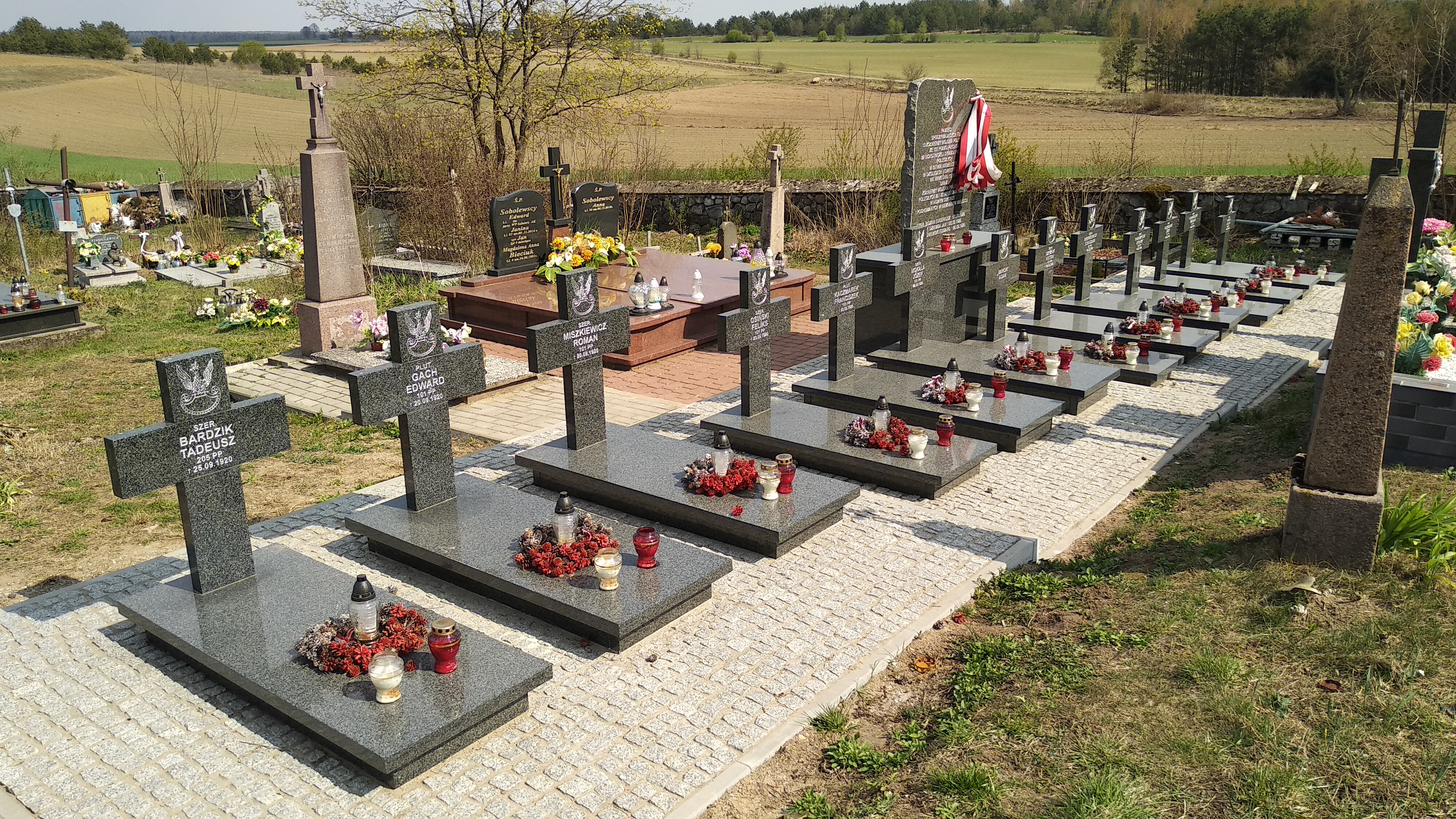
Kwatera wojenna poległych 13 żołnierzy ze 101 pp na cmentarzu parafialnym w Nowym Dworze

W wyniku naporu wojsk bolszewickich, pułk wycofał się na południowy wschód i 28 czerwca obsadził linię rzeki Słomki. Tam czasowo powstrzymał natarcie nieprzyjaciela. Po wysadzeniu mostów na Horyniu, wycofał się do Dubna i dalej do Brodów. W czasie kilkudniowych walk pułk stracił 23 oficerów i około 1000 żołnierzy. Pozostali zostali załadowani do wagonów kolejowych i przetransportowani do Ostrowi Mazowieckiej w celu przeformowania.
Przez kolejne trzy tygodnie pułk odtwarzał gotowość bojową. W tym czasie został przeformowany na 101 rezerwowy pułk piechoty, a jego stan wynosił 46 oficerów, 2404 żołnierzy i 69 koni. I i III batalion nowego pułku powstał z dawnego 101 pp, a II batalion ze 106 pp.
21 lipca nowo sformowany pułk wszedł w skład II Brygady Dywizji Ochotniczej. Początkowo walczył z powodzeniem pod Osowcem i Grajewem. W godzinach rannych 30 lipca zajął pozycje obronne w fortach Łomży. Jeszcze tego dnia pułk odparł dwa ataki sowieckie na miasto. Od 31 lipca do 2 sierpnia, dzięki ofiarnej pomocy mieszkańców, pułk trwał na swoich pozycjach. 3 sierpnia, zagrożony okrążeniem, pułk wycofał się z Łomży. Walczył dalej o przeprawy na Narwi w Dzbądzu i pod Pułtuskiem.
12 sierpnia pułk, liczący zaledwie 360 bagnetów, otrzymał od dowódcy 5 Armii gen. Władysława Sikorskiego zadanie obrony Nasiełska. W kolejnych dniach, prowadząc działania opóźniające, wycofywał się w kierunku Modlina. Tu odtwarzał gotowość bojową. W jego skład został włączony I batalion 57 pułku piechoty. W tym dniu pułk liczył 31 oficerów i 1500 szeregowych.
Już po wyprowadzeniu kontruderzenia znad Wieprza, pułk walczył pod Ciechanowem, a 20 sierpnia brawurowym atakiem zdobył Przasnysz. Tu otrzymał zadanie przegrupowania się do Ostrowi Mazowieckiej, gdzie przez tydzień odtwarzał gotowość bojową.
6 września pułk rozpoczął marsz dofrontowy i po dwóch dniach ześrodkował się we wsi Jabłoń-Rykacze. 19 września zorganizował obronę przed Nowym Dworem. Następnego dnia rano uderzył na miejscowość i wczesnym popołudniem zdobył ją. W dniach 23–26 września pułk walczył o Grodno. 27 września, właśnie w Grodnie, marszałek Józef Piłsudski udekorował najdzielniejszych żołnierzy pułku Krzyżem Srebrnym Orderu Virtuti Militari i powiedział: chcę podkreślić, że prawy żołnierz nie tylko umrzeć za Ojczyznę, lecz i żyć dla niej potrafi, a ona nie zapomni swych synów. Słowa te stały się mottem dla pułku strzegącego Kresów Rzeczypospolitej.
Po podpisaniu rozejmu i ustaniu działań zbrojnych pułk, wraz z innymi oddziałami Dywizji Ochotniczej, przegrupował się w kierunku Lidy i ześrodkował się w rejonie: Girażery, Sołotworce, Mergazery. 11 października obsadził odcinek linii demarkacyjnej wzdłuż rzeki Mereczanki, a 13 października zorganizował ochronę węzła kolejowego Orany.
29 października Pułk przekazał swoje pozycje 18 pułkowi piechoty i zakończył działania bojowe. W kolejnych dniach został zawagonowany na stacji kolejowej Łosośna i przewieziony do rejonu rozformowania w okolicach Jabłonny. Jednak w dowód uznania za męstwo i czyny bojowe naczelne władze wojskowe zmieniły decyzję i Pułk nie został rozformowany, a w całości już jako 3 Syberyjski pułk piechoty wszedł w skład Dywizji Syberyjskiej.
W czasie działań wojennych pułk stracił 25 oficerów i 129 szeregowych. Za zasługi bojowe 32 żołnierzy pułku otrzymało Srebrny Krzyż Orderu Virtuti Militari, a 114 żołnierzy Krzyż Walecznych.

### Kawalerowie Virtuti Militari
| Żołnierze pułku odznaczeni Krzyżem Srebrnym Orderu Wojskowego Virtuti Militari za wojnę 1918–1920 | Żołnierze pułku odznaczeni Krzyżem Srebrnym Orderu Wojskowego Virtuti Militari za wojnę 1918–1920 | Żołnierze pułku odznaczeni Krzyżem Srebrnym Orderu Wojskowego Virtuti Militari za wojnę 1918–1920 |
| ------------------------------------------------------------------------------------------------- | ------------------------------------------------------------------------------------------------- | ------------------------------------------------------------------------------------------------- |
| kpr. Stanisław Bieniek                                                                            | ppor. Adam Bratro († 11 VIII 1920)                                                                | ppor. Leon Bratro                                                                                 |
| szer. Antoni Bresler                                                                              | kpt. Wacław Cieszyński                                                                            | kpt. Jan Czechowski                                                                               |
| ppor. Jan Dziemba                                                                                 | kpt. Stanisław Gano                                                                               | por. Antoni Gosiewski                                                                             |
| ppłk Włodzimierz Hellmann                                                                         | st. sierż. Franciszek Jargot                                                                      | szer. Stanisław Jarzębski                                                                         |
| płk Romuald Kohutnicki                                                                            | ppor. Leon Kocnitz                                                                                | kpr. Wojciech Menderak                                                                            |
| kpt. Henryk Namysłowski                                                                           | kpt. Wiktor Pawłowicz                                                                             | mjr Zygmunt Piwnicki                                                                              |
| ppor. Ludwik Rywik                                                                                | mjr Alfred Jan Schmidt                                                                            | st. szer. Stefan Sułowicz                                                                         |
| plut. Józef Świergiel                                                                             | sierż. Michał Szykulski                                                                           | ppor. Stanisław Trella                                                                            |
| st. sierż. Piotr Teshmer                                                                          | plut. Andrzej Trzmiel                                                                             | sierż. Piotr Turek                                                                                |
| mjr Ignacy Wądołkowski                                                                            | kpt. Edmund Wieprzewski                                                                           | por. Edward Wiśniewski                                                                            |
| kpr. Jan Wojtas                                                                                   | ppor. Stefan Wójcicki                                                                             | szer. Stanisław Zalewski                                                                          |

## Pułk w okresie pokoju

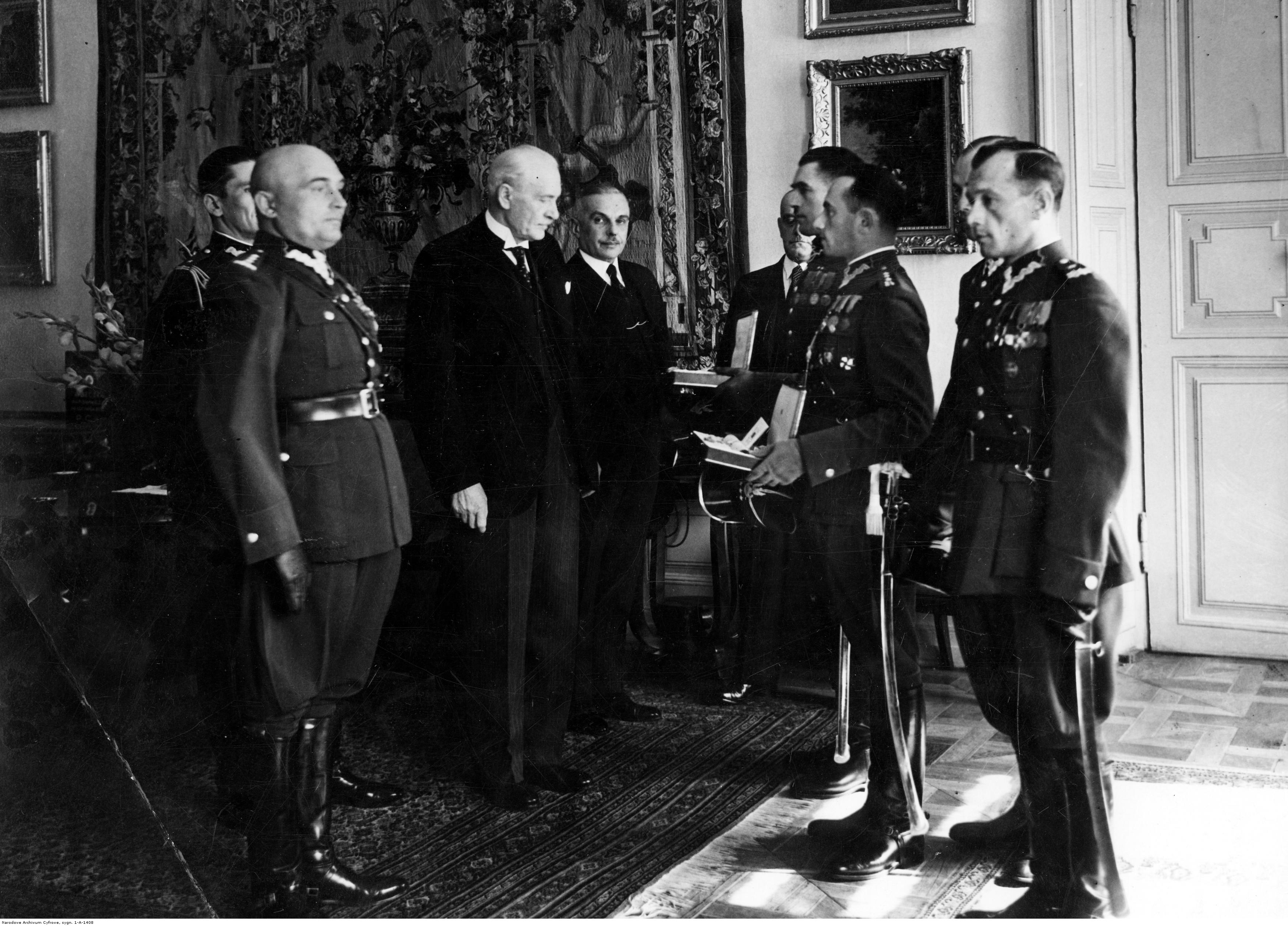
Wręczenie prezydentowi RP Ignacemu Mościckiemu pamiątkowego pierścienia przez delegację 84 pułku piechoty

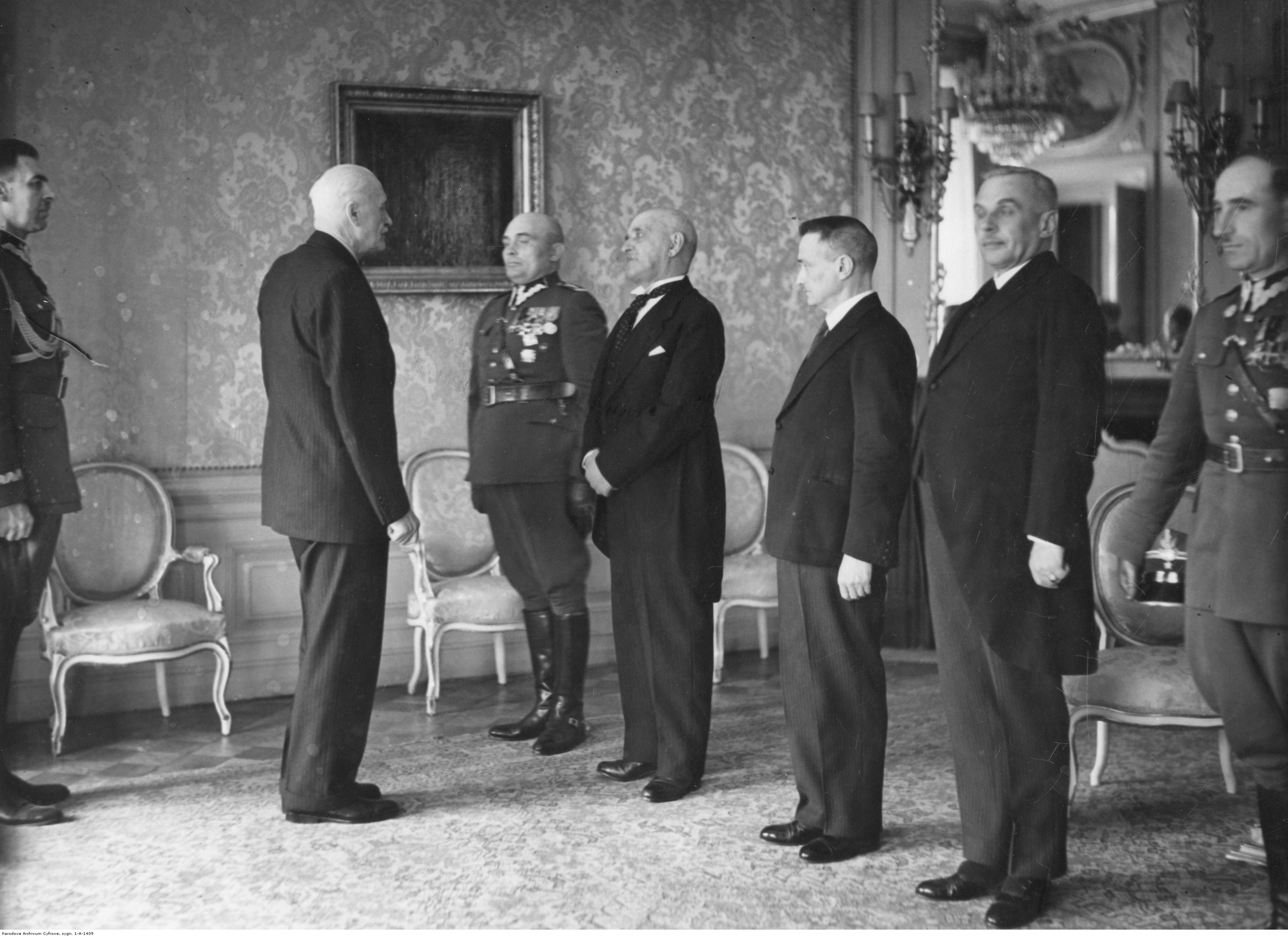
Delegacja 84 pułku Strzelców Poleskich na audiencji u prezydenta RP Ignacego Mościckiego

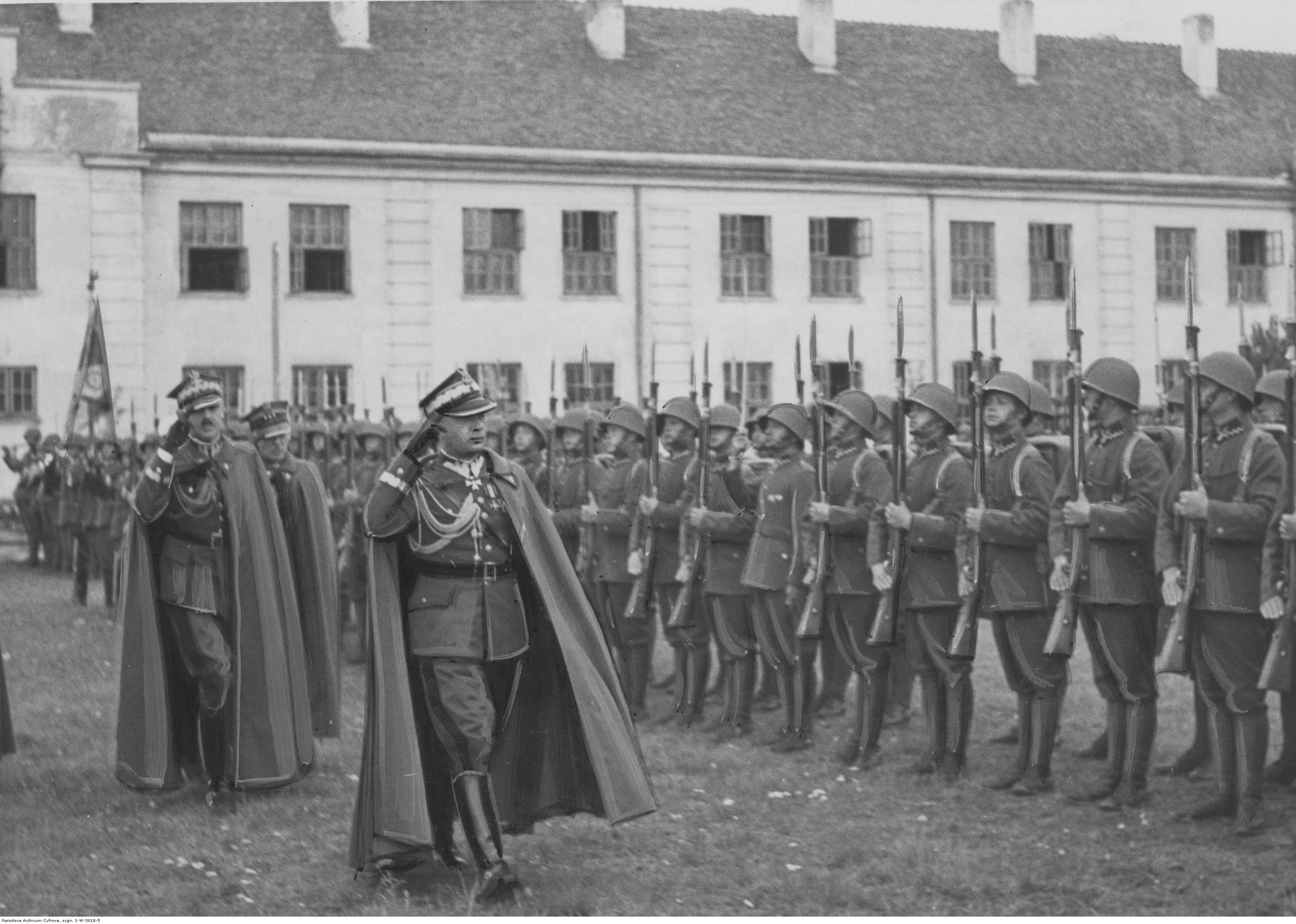
Uroczystość wręczenia sztandaru 84 pułkowi Strzelców Poleskich – gen. Tadeusz Kasprzycki; Pińsk, 1936

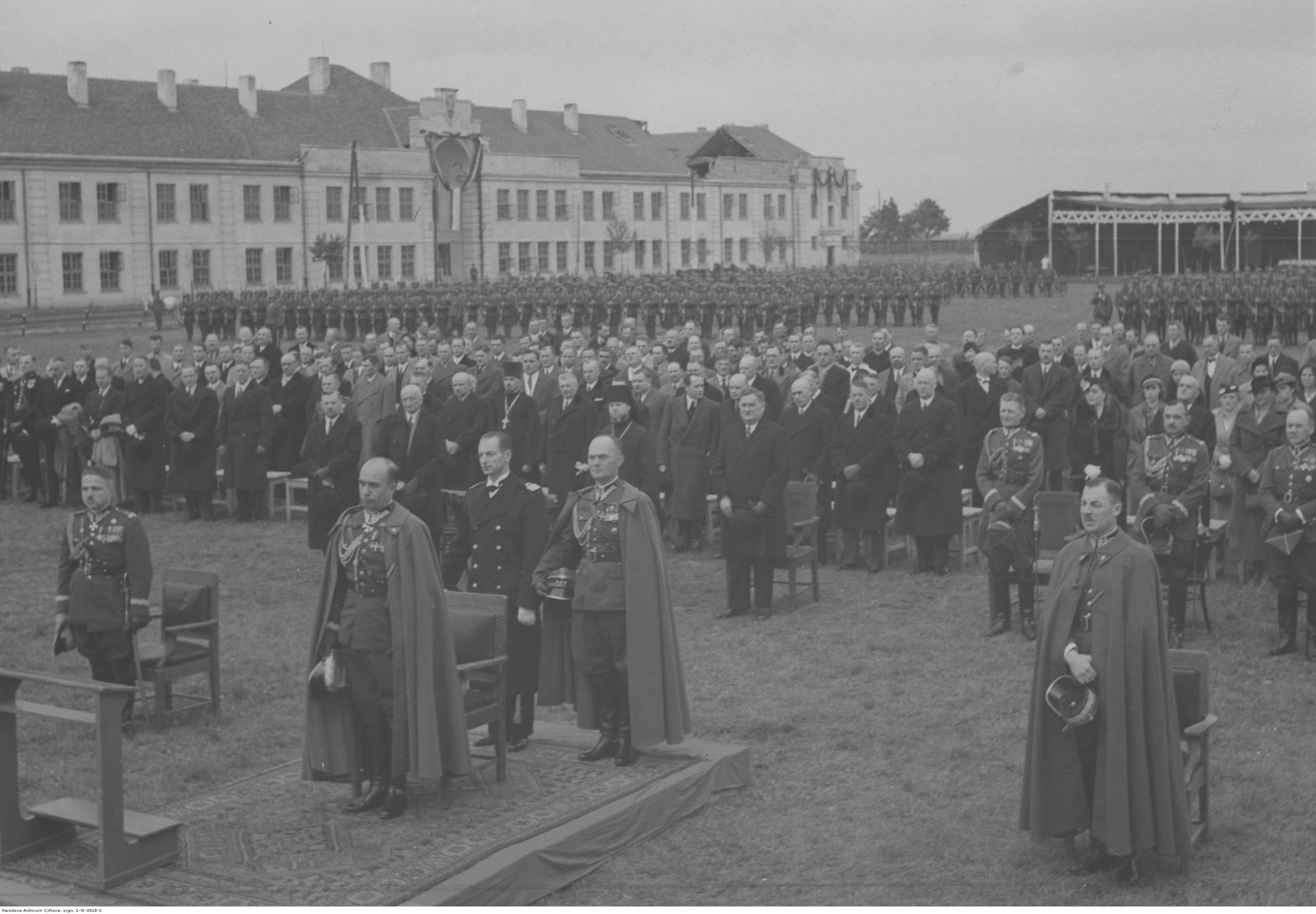
Uroczystość wręczenia sztandaru 84 pułkowi Strzelców Poleskich – msza polowa; Pińsk, 1936

Na początku 1921 roku 3 Syberyjski pułk piechoty został skierowany na Pomorze i pełnił służbę garnizonową w Chojnicach, Tucholi i Tczewie.
Jesienią tego roku, już jako 84 pułk piechoty 30 Dywizji Piechoty przybył na Polesie. Początkowo kwaterował w trzech garnizonach: dowództwo pułku i I batalion w Pińsku, II baon i kadra batalionu zapasowego w Kohryniu, a III baon w Łunińcu. Na podstawie rozkazu MSWojsk. O.I Szt. Gen. L. 15700/Mob. z 27 grudnia 1923 II baon został przeniesiony z Kobrynia do Pińska. 6 stycznia 1924 II baon był już w nowym miejscu postoju.
6 stycznia 1924 szef Sztabu Generalnego pismem L. 876/Mob. Zmiana terminów przesunięcia oddziałów zarządził przeniesienie magazynów mob. pułku z Kobrynia do Pińska w terminie od 29 maja do 5 czerwca 1924. W tym samym terminie została zlikwidowana kadra batalionu zapasowego.
Koszary
W Pińsku pododdziały pułku rozmieszczone były w Koszarach im. Marszałka Józefa Piłsudskiego przy ulicy Albrechtowskiej. Nazwy dróg wewnętrznych nawiązywały do pułkowych tradycji. Były to: Aleja 101 pułku piechoty, Aleja 26 września, Aleja Poleska, Aleja Tadeusza Kościuszki, Aleja Romualda Traugutta, Aleja 30 Poleskiego pułku artylerii lekkiej, Aleja Oficerska itp. Ze względu na dość znaczną odległość kompleksu koszarowego od centrum miasta, komunikację zapewniał jedyny w Polsce „pułkowy tramwaj konny”. Kursował dwa razy dziennie w wyznaczonych godzinach i dodatkowo – na rozkaz dowódcy pułku. Komenda garnizonu znajdowała się przy ulicy Kościuszki 5.
Przez cały okres stacjonowania w garnizonie pińskim pułk rozbudowywał swoje obiekty. W 15 rocznicę powstania pułku, 26 września 1935, odsłonięty został pomnik ku czci poległych żołnierzy. Monument był dziełem artysty rzeźbiarza Antoniego Miszewskiego. 29 października 1935 otwarto świetlicę żołnierską, w grudniu 1936 oddano do użytku studnię artezyjską. W tym samym roku zakończono rozbudowę magazynów amunicyjnych. W 1937 zainstalowano armaturę wodno-ściekową oraz poprowadzono stacjonarną sieć telefoniczną. W grudniu tego roku otwarto kasyno podoficerskie.
Służba asystencyjna
W latach 1923–1925 pułk dość często prowadził działania asystencyjne w „rejonie bezpieczeństwa” obejmującym powiaty łuniniecki i stoliński. W okresie najintensywniejszej działalności grup dywersyjno-bandyckich, czyli od maja 1924 do lipca 1925, pododdziały pułku wzięły udział w 30 akcjach skierowanych przeciwko nim. Służba ukierunkowana była na zwalczanie w obszarach przygranicznych zbrojnych band rabunkowych, często wspieranych przez ośrodki kierowania rozmieszczone na terytorium Związku Sowieckiego. W tego typu akcjach dowództwo pułku ściśle współdziałało z pełniącą w owym czasie służbę graniczną Policją Państwową i administracją terenową. Dla ułatwienia wymiany informacji między elementami zwalczającymi grupy dywersyjne i bandyckie, pułk wybudował 365 km polowej linii telefonicznej, obsadził 7 urzędów pocztowo-telegraficznych i wybudował stałą linię telefoniczną o długości 56 km z Pińska do Telechan.
Szkolenie w pułku
Z chwilą przejęcia ochrony granicy wschodniej przez oddziały Korpusu Ochrony Pogranicza działalność asystencyjna w pułku ustała, a pododdziały mogły wrócić do typowego szkolenia programowego.
Na podstawie rozkazu wykonawczego Ministerstwa Spraw Wojskowych do Departamentu Piechoty o wprowadzeniu organizacji piechoty na stopie pokojowej PS 10-50 z 1930, w Wojsku Polskim wprowadzono trzy typy pułków piechoty. 84 pułk piechoty zaliczony został do typu III pułków piechoty o stanach zbliżonych do wojennych. Na czas wojny przewidywany był do działań osłonowych. Corocznie otrzymywał około 1010 rekrutów. Jego obsadę stanowiło 68 oficerów i 2200 podoficerów i żołnierzy. Poborowi byli wcielani do pułku na wiosnę. Obowiązek zachowania proporcji narodowościowych wśród stanu osobowego powodował, że pobór odbywał się eksterytorialnie. Poborowi byli wcielani przez KRU: Biała Podlaska, Kutno, Łęczyca, Piotrków Trybunalski, Radomsko, Brzeziny, Łódź, Łask, Sieradz i Wieluń.
Pułk charakteryzował się wysokim poziomem szkolenia strzeleckiego i bojowego. Charakter i cechy żołnierzy predysponowały go do działań w terenie lesistym i bagnisto-jeziornym. Ćwiczące pododdziały posiadały lekkie przenośne kładki oraz tratwy pęcherzowe umożliwiające pokonywanie przeszkód wodnych i bagien. W 1936 pułk zdobył mistrzostwo Wojska Polskiego w strzelaniach szkolnych i bojowych z karabinków, ręcznych i ciężkich karabinów maszynowych oraz z moździerzy. W następnych latach pułk jeszcze trzykrotnie zdobył mistrzostwo 30 Poleskiej Dywizji Piechoty w strzelaniu. Do wyróżniających „strzelców” zaliczano: por. Franciszka Błażeja, ppor. Józefa Balukiewicza i kpr. zaw. Mariana Wojdę. W 1939 mistrzostwo Okręgu Korpusu IX w szermierce zdobył ppor. Włodzimierz Drzewieniecki.
W pułku funkcjonowała też szkoła nauczania początkowego dla analfabetów i półanalfabetów. W 1936 uczęszczało do niej 140 żołnierzy, a w grudniu tego roku skierowano do niej kolejnych 60 żołnierzy.
Kadra zawodowa pułku wspierała też oświatę powszechną. 16 marca 1936 otwarto Szkołę Powszechną im. Korpusu Podoficerów Pułku Strzelców Poleskich w Zabereziu. Szkoła powstała ze składek podoficerów pułku. Kadra pułku opiekowała się także Szkołą Powszechną w Małyszewicach. Ze składek oficerów i podoficerów zakupiono radioodbiornik, rzutnik z przezroczami, a do biblioteki szkolnej 90 książek. Zorganizowano też bezpłatne dożywianie dla 60 najbiedniejszych dzieci.
19 maja 1927 roku minister spraw wojskowych marszałek Polski Józef Piłsudski ustalił i zatwierdził dzień 29 lipca, jako datę święta pułkowego. Pułk obchodził swoje święto w rocznicę boju pod Łomżą. 26 sierpnia 1935 roku Minister Spraw Wojskowych zmienił datę święta pułkowego na 26 września – rocznicę zdobycia Grodna.
W marcu 1939 zarządzono skrytą mobilizację. Z końcem miesiąca zmobilizowane pododdziały z dowództwem pułku wyjechały nad granicę niemiecką w rejon koncentracji.
| Obsada personalna i struktura organizacyjna w marcu 1939 | Obsada personalna i struktura organizacyjna w marcu 1939 |
| Stanowisko                                               | Stopień, imię i nazwisko                                 |
| Dowództwo, kwatermistrzostwo i pododdziały specjalne     | Dowództwo, kwatermistrzostwo i pododdziały specjalne     |
| -------------------------------------------------------- | -------------------------------------------------------- |
| dowódca pułku                                            | płk dypl. Stanisław Sztarejko                            |
| I zastępca dowódcy pułku                                 | ppłk dypl. Andrzej Strach                                |
| adiutant                                                 | kpt. adm. (piech.) Janusz Dobrski                        |
| starszy lekarz                                           | por. lek. Józef Franciszek Werpachowski                  |
| młodszy lekarz                                           | vacat                                                    |
| oficer placu Pińsk                                       | por. Kazimierz Sosnowski                                 |
| II zastępca dowódcy pułku (kwatermistrz)                 | mjr Józef Żeleski                                        |
| oficer mobilizacyjny                                     | kpt. adm. (piech.) Adam II Różański                      |
| z-ca oficera mobilizacyjnego                             | por. Julian Józef Kulma                                  |
| oficer administracyjno materiałowy                       | kpt. Zygmunt Krysiak                                     |
| oficer gospodarczy                                       | kpt. int. Bolesław Jaskulski                             |
| oficer żywnościowy                                       | por. Antoni Wacław Waryszak                              |
| oficer taborowy                                          | por. tab. Feliks II Jarmołowicz                          |
| kapelmistrz                                              | por. adm. (kapelm.) Ryszard Ober-Pichler                 |
| dowódca plutonu łączności                                | por Tadeusz Buczek                                       |
| dowódca plutonu pionierów                                | kpt. Franciszek Filzek                                   |
| dowódca plutonu artylerii piechoty                       | por. art. Michał Fryczyński                              |
| dowódca plutonu ppanc.                                   | por. Stanisław Byrczek                                   |
| dowódca oddziału zwiadu                                  | por. Jerzy Sasin                                         |
| I batalion                                               |                                                          |
| dowódca batalionu                                        | vacat                                                    |
| dowódca 1 kompanii                                       | kpt. Stanisław Matusiak                                  |
| dowódca plutonu                                          | ppor. Włodzimierz Marian Drzewieniecki                   |
| dowódca 2 kompanii                                       | kpt. Antoni Franciszek Wadzyński                         |
| dowódca plutonu                                          | ppor. Stanisław Szczepaniak                              |
| dowódca plutonu                                          | ppor. Stefan Nowicki                                     |
| dowódca plutonu                                          | chor. Walerian Maruszewicz                               |
| dowódca 3 kompanii                                       | por. Wacław Mateusz Chudzicki                            |
| dowódca plutonu                                          | ppor. Jan Marcin Wiśniewski                              |
| dowódca plutonu                                          | ppor. Jan Wiktor Kozubek                                 |
| dowódca 1 kompanii km                                    | kpt. Alojzy Mizera                                       |
| dowódca plutonu                                          | por. Karol Stefan Nodzeński                              |
| dowódca plutonu                                          | chor. Jan Turek                                          |
| II batalion                                              |                                                          |
| dowódca batalionu                                        | mjr Tadeusz Stanisław Kierst                             |
| dowódca 4 kompanii                                       | por. Franciszek Błażej                                   |
| dowódca plutonu                                          | por. Józef Komarnicki                                    |
| dowódca plutonu                                          | ppor. Stefan Daszkiewicz                                 |
| dowódca 5 kompanii                                       | kpt. Jerzy Jeleniewicz                                   |
| dowódca plutonu                                          | ppor. Kazimierz Szubert                                  |
| dowódca plutonu                                          | ppor. Julian Majchrzak                                   |
| dowódca 6 kompanii                                       | kpt. Mieczysław Kazimierz Makarewicz                     |
| dowódca plutonu                                          | por. Ferdynand Leon Weber                                |
| dowódca plutonu                                          | ppor. Janusz Maria Bronisław Pauli                       |
| dowódca 2 kompanii km                                    | kpt. Józef Maria Witold Hoffmann                         |
| dowódca plutonu                                          | por. Tadeusz Józef Kamiński                              |
| dowódca plutonu                                          | ppor. Wincenty Leszek Nagrodzki                          |
| III batalion                                             |                                                          |
| dowódca batalionu                                        | mjr Stanisław Mastalski                                  |
| adiutant batalionu                                       | por. Zygmunt Jan Pawlik                                  |
| pomocnik dowódcy baonu ds. gosp.                         | kpt. Franciszek Bilczewski                               |
| lekarz baonu                                             | ppor. lek. Feliks Zydorowicz                             |
| dowódca 7 kompanii                                       | kpt. dypl. Stanisław Jachnik                             |
| dowódca plutonu                                          | por. Tadeusz Wierciński                                  |
| dowódca plutonu                                          | ppor. Gracjan Chryzogon Szymankiewicz                    |
| dowódca 8 kompanii                                       | kpt. Zygmunt Alfons Beliczyński                          |
| dowódca plutonu                                          | ppor. Stefan Szewczyk                                    |
| dowódca plutonu                                          | ppor. Marian Izydor Tarnawski                            |
| dowódca 9 kompanii                                       | por. Kazimierz Michał Krasoń                             |
| dowódca plutonu                                          | ppor. Jan Franciszek Józef Stuglik                       |
| dowódca 3 kompanii km                                    | kpt. Stanisław Radajewicz                                |
| dowódca plutonu                                          | por. Józef Balukiewicz                                   |
| dowódca plutonu                                          | ppor. Józef Jan Edward Szewczyk                          |
| na kursie                                                | por. Tadeusz Marcin Loster                               |
| na kursie                                                | por. Wincenty Dąbrowski                                  |
| na kursie                                                | ppor. Tadeusz Król                                       |
| 84 obwód przysposobienia wojskowego „Pińsk”              |                                                          |
| kmdt obwodowy PW                                         | kpt. adm. (piech.) Zdzisław Szwarnowiecki                |
| kmdt powiatowy PW Pińsk                                  | kpt. piech. Seweryn Kozyra                               |

## 84 pp w kampanii wrześniowej
W kampanii wrześniowej 1939 pułk walczył w składzie macierzystej 30 Dywizji Piechoty (Armia „Łódź”), natomiast IV batalion rozpoczął kampanię w składzie Wołyńskiej Brygady Kawalerii i walczył pod Mokrą.

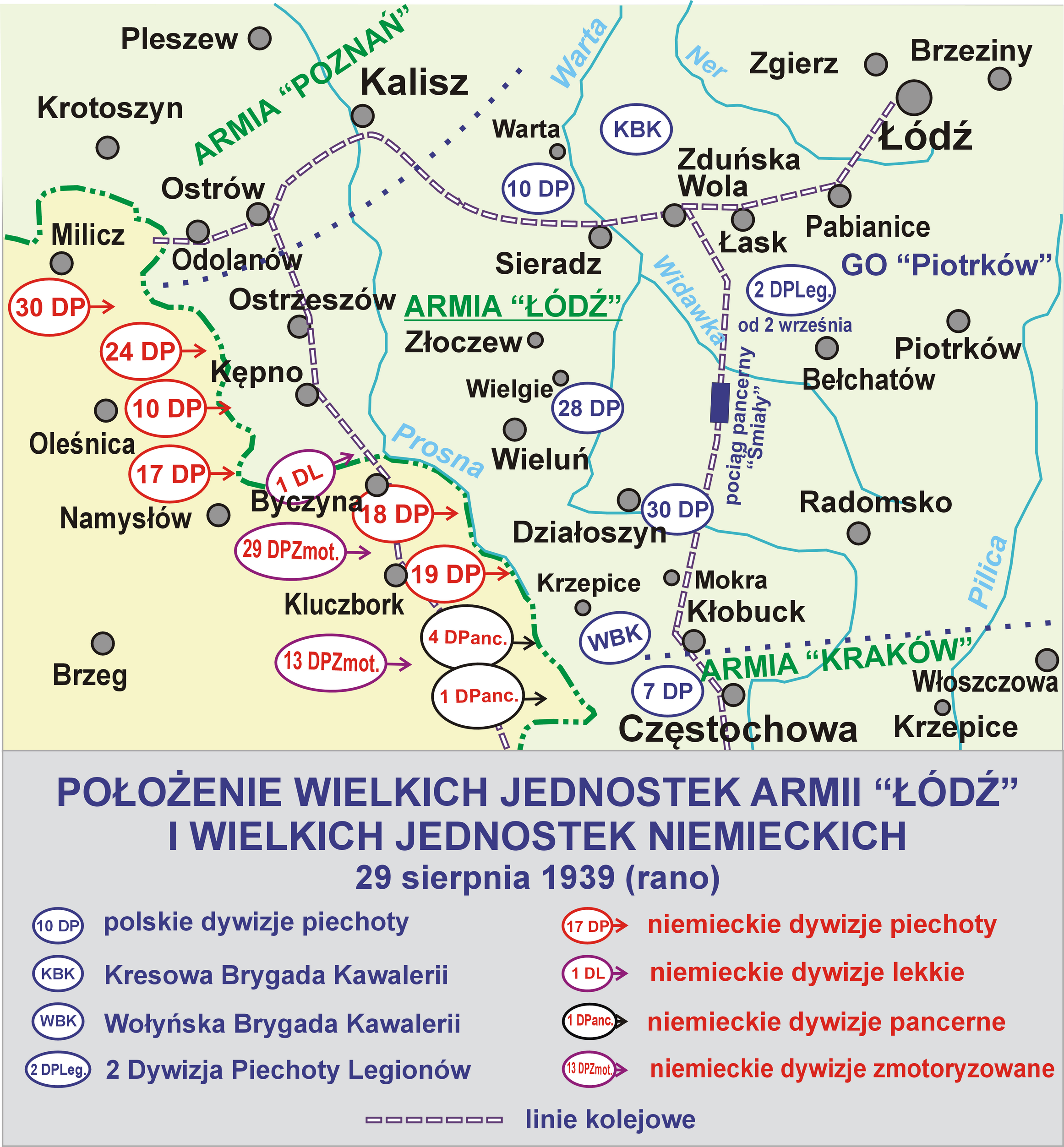
Pułk walczył w składzie 30 DP

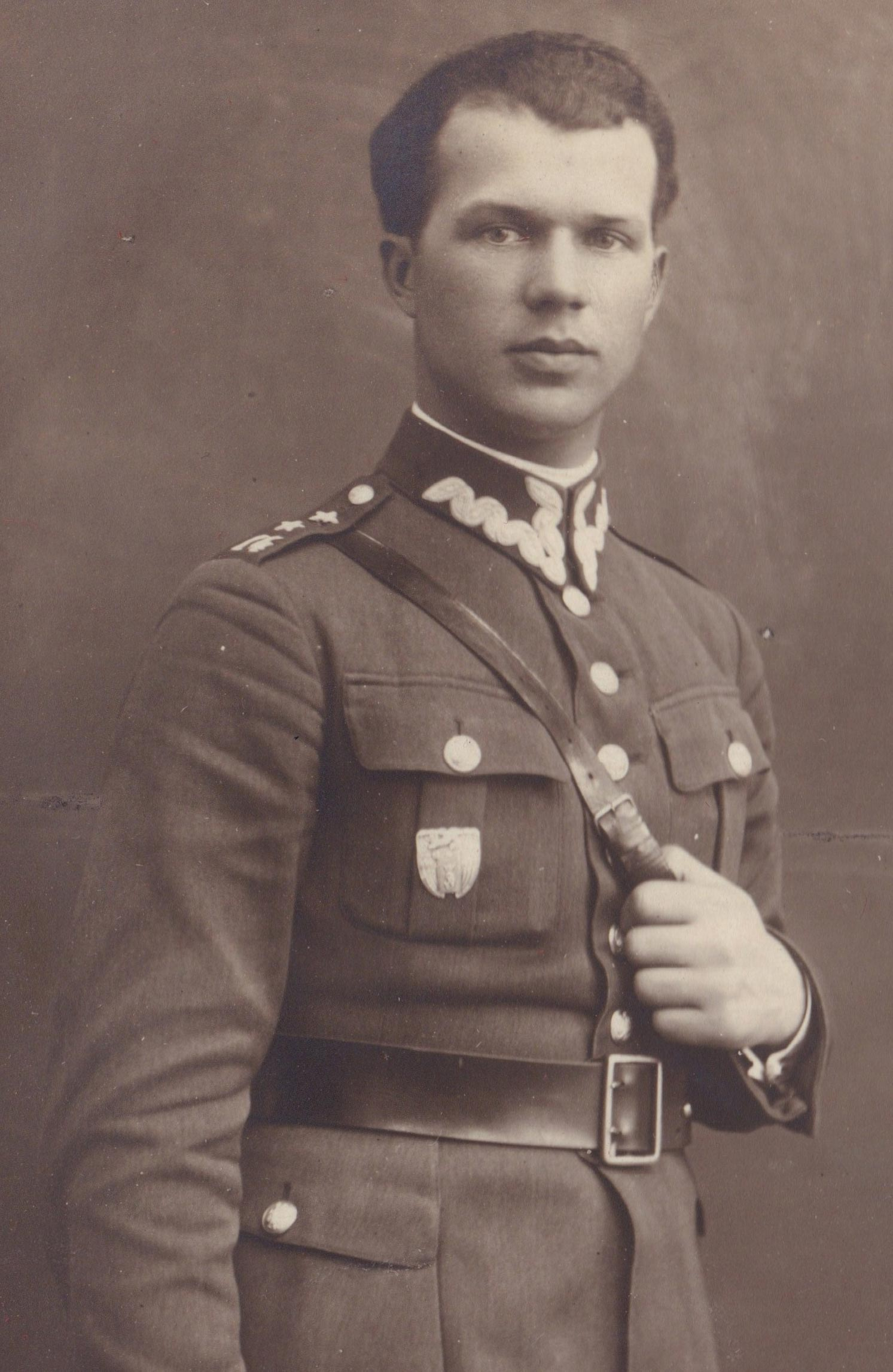
Porucznik Zygmunt Beliczyński – we wrześniu 1939 r., już w randze kapitana, dowodził 8 kompanią 84 pp.

Za kampanię wrześniową pułk został odznaczony Krzyżem Srebrnym Orderu Virtuti Militari nr 13280.

### Mobilizacja i działania do 1 września 1939
84 pułk strzelców poleskich zmobilizowany został zgodnie z planem mobilizacyjnym „W”, w ramach mobilizacji alarmowej w garnizonach Pińsk i Łuniniec w dniu 23 marca 1939. Był mobilizowany w grupie czerwonej w terminie od A+24 do A+36. 84 pp był mobilizowany z nietypowym etatem w sile czterech batalionów piechoty. Dodatkowo pułk mobilizował:
- kolumnę taborową jednokonną nr 919 w czasie A+48,
- batalion marszowy 84 pp w czasie A+54[42].

Zabezpieczał też rozwijanie Komendy Rejonu Uzupełnień w Pińsku i plutonów żandarmerii nr 139 i 140.
Mobilizację alarmową pułku rozpoczęto 23 marca 1939. I batalion i plutony specjalne mobilizowały się w koszarach w Pińsku, II batalion we wsi Koźlakowice, III batalion w Zalesiu koło Łunińca, IV batalion we wsi Żabczyce. Pododdziały zmobilizowały się kilka godzin przed planowym terminem, a 24 marca w rejonach mobilizacji złożyły przysięgę i osiągnęły gotowość marszową. W trakcie mobilizacji wystąpiły problemy z poborem koni i wozów. Konie były średniej jakości, znaczne braki występowały w uprzężach i niedostatecznym stanem zmobilizowanych wozów, które były zbyt małe do transportu, etatowego zaopatrzenia. Było to spowodowane biernym oporem miejscowej ludności. Z tego powodu w II i IV batalionie musiano zmniejszyć liczbę koni w zaprzęgach i pozostawić część zapasów materiałowych w Koźlakowiczach i Żabczycach. Największe problemy mobilizacyjne zaistniały w IV batalionie, który nie istniał w czasie pokoju. Otrzymał on z opóźnieniem bardzo małe zawiązki z żołnierzy służby czynnej, podoficerowie w dużej części wywodzili się z orkiestry pułkowej i nie mieli praktyki liniowej. Według etatu 84 pułk strzelców poleskich miał liczyć 115 oficerów i 3960 szeregowych, lub w rzeczywistości 116 oficerów i 4156 szeregowych.
24 marca pododdziały pułku rozpoczęły załadunek na transporty kolejowe. 25 marca o godz. 1.00 odjechał z Pińska I batalion, o godz. 3.30 dowództwo pułku z plutonem łączności i pion kwatermistrzowski, o godz. 5.00 pododdziały pułkowe, o godz. 5.30 III batalion ze stacji Łuniniec. O godz. 6.30 z Pińska tego samego dnia II batalion, o godz. 14.00 IV batalion. Dodatkowo 27 marca wyjechały z Pińska uzupełnienia osobowe i materiałów intendenckich, koni i wyposażenia. Transporty do rejonu koncentracji jechały trasą: Brześć nad Bugiem – Łuków – Dęblin – Radom – Skarżysko-Kamienna – Tomaszów Mazowiecki – Słotwiny – Łódź Chojny – Pabianice – Herby Nowe i dalej do stacji wyładowczych. Pierwsze z Pińska odjechało dowództwo pułku, kwatermistrzostwo, kompania gospodarcza i pluton łączności. Po wyładowaniu się 26 marca na stacji Rusiec pierwszy transport przegrupował się Chabielic. Także transport z I batalionem wyładował się w Ruścu, a stąd pomaszerował do wsi Kieruzel. Kompania zwiadu, plutony: pionierów, artylerii piechoty, przeciwgazowy i przeciwpancerny wyładowały się stacji Siemkowice, po czym przegrupowały do Chabielic. II i III batalion wyładowały się na stacji Siemkowie, a marszem pieszym II baon przeszedł do kolonii Chabielice zaś III batalion do Broszęcina i Kodrania. IV batalion wyładował się w Raduszcu i przegrupował się do Augustowa i Leśniaków Chabielskich. 28 marca wszystkie zmobilizowane pododdziały pułku znalazły się w rejonie koncentracji. Żołnierze od chwili przyjazdu kwaterowali w stodołach.
Po osiągnięciu rejonu do działań pułk uporządkował pododdziały, uzupełnił braki materiałowe i prowadził programowe szkolenie. Prowadził też rozbudowę inżynieryjną pozycji obronnych i organizował system ognia. Od maja i czerwca 1939 pułk zmienił kwatery na pojemniejsze i bardziej odpowiadające warunkom zakwaterowania pododdziałów. Dowództwo pułku pododdziały pułkowe i kwatermistrzostwo przeniesiono w czerwcu do Kurnosu, I batalion od czerwca kwaterował w dworze Słupno, wsiach i folwarkach Pólko, Zarzecze, Kuźnicy Kaszewskiej, II batalion zajął wsie Krysiaki, Oleśnik i Trębaczów, III batalion wsie Żar i Podżar, IV batalion Kurnos, Kaszewice, Ważne Młyny, Borowiec. Do wybuchu wojny 3 razy wymieniono rezerwistów, pozostawiając w służbie najmłodsze roczniki. W czasie przerw w szkoleniu żołnierze pomagali miejscowej ludności w akcji żniwnej. 5 lipca II batalion, wzmocniony kompanią zwiadowców, baterią 8/30 pułku artylerii lekkiej, plutonem przeciwpancernym i plutonem saperów skierowany został do Trębaczowa. Jego zadaniem była obrona pozycji przesłaniania dywizji w rejonie Działoszyna nad Wartą. 15 sierpnia IV batalion z IV plutonem kompanii ppanc. został przesunięty nad Wartę do rejonu Stoczki, Ważne Młyny. Następnie batalion ten zamknął kierunek nad Wartą Stoczki – Borowiec oraz dozorował przeprawy na odcinku Moczydło – Rybaki. Zadaniem batalionu była osłona wyładowania się z transportów kolejowych i koncentracji Wołyńskiej Brygady Kawalerii. Od 19 sierpnia IV/84 psp podporządkowany został dowódcy Wołyńskiej BK. Po ogłoszeniu mobilizacji alarmowej niejawnej w OK IV oraz pogotowia bojowego, 26 sierpnia pułk ugrupował się następująco: dowództwo pułku z pododdziałami pułkowymi we wsi i kolonii Chabielice, I batalion w Broszęcinie, III batalion w we wsi Kieruzale i potem w Chabielicach. Kończono dalsze prace nad umocnieniami polowymi. Zgodnie z rozkazem dowódcy Armii „Łódź” gen. dyw. Juliusz Rómmel sprecyzował poszczególnym dywizjom zadania bojowe. 30 Dywizja Piechoty bronić miała pasa obrony o szerokości 25 kilometrów i nie dopuścić do przerwania się przeciwnika na kierunku Kluczbork – Działoszyn – Łódź. Na jej lewym skrzydle obronę rozbudował 84 pułk piechoty, obsadzając dwoma batalionami odcinek obrony: Sęsów – Grądy – Łazy. Dowódca 30 DP gen. bryg. Leopold Cehak wydał rozkaz przegrupowania się 84 pp na linię Warty. 84 pp wraz z dowództwem 30 pal i III/30 pal podjął marsz 30 sierpnia o godz. 19.30 poprzez Stróżę, Suchowolę, Białą, Pajęczno i Trębaczów. We wczesnych godzinach rannych 31 sierpnia 84 pp obsadził linię Warty na jej prawym brzegu na odcinku Sensów (Sęsów) – Patrzyków. Z II batalionem od Sensowa do Działoszyna, III batalionem od Grądy Łazy do Patrzykowa. W odwodzie I batalion w Trębaczowie i dowództwem pułku w Dylowie. Na dalekie przedpole zostały wysłane dwie drużyny kolarzy z kompanii zwiadu do Rudnik i Krzepic, a na zachodni brzeg Warty do wsi Więcki z III batalionu została wysunięta czata w sile plutonu strzeleckiego i plutonu ckm. Wsparcia strzelcom poleskim udzielić miały II dywizjon i 8 bateria 30 pal. Nad Wartą 30 DP weszła w skład Grupy Operacyjnej „Piotrków” gen. bryg. Wiktora Thommée. 31 sierpnia Kompania zwiadu 84 pp otrzymała rozkaz dozorowania Warty na wschód od Kuźnicy i utrzymania łączności taktycznej z 19 pułkiem ułanów.

### Działania bojowe

#### Walki nad Wartą
1 września pluton kolarzy stoczył potyczki na przedpolu obrony pułku w rejonach, gdzie patrolował, z Krzepic drużyna kolarzy wzięła do niewoli 3 żołnierzy niemieckich z oddziału rozpoznawczego niemieckiej 19 DP. W godzinach porannych miasto Działoszyn zostało trzykrotnie intensywnie zbombardowane i ostrzelane przez niemieckie lotnictwo, zginęło w trakcie nalotów ponad 100 osób, miasto w wyniku nalotów zostało spalone i zrujnowane. Z II batalionu zginęło 2 żołnierzy, a jeden został ranny. Pluton ckm na taczankach 2 kompanii ckm uszkodził kilka niemieckich samolotów. 84 pułk nie nawiązał bezpośredniego kontaktu bojowego z nieprzyjacielem. W nocy 1/2 września na odcinku obrony 84 pp zostały zniszczone wszystkie mosty na Warcie. 2 września rano pośród mgły niemieckie patrole nawiązały styczność bojową z patrolami i czatami II batalionu na południowym brzegu Warty, które po stoczeniu potyczek wycofały się na północny brzeg. Po ustąpieniu mgieł zgrupowanie artylerii z 30 pal i 30 dywizjonu artylerii ciężkiej ostrzeliwało podchodzące niemieckie oddziały z 18 DP i 19 DP wchodzące w skład niemieckiego XI Korpusu Armijnego. W godzinach popołudniowych do Warty zbliżył się niemiecki 51 pp z 18 DP, który o godz. 15.00 podjął natarcie na stanowiska obrony II/84 pp w kierunku na Działoszyn. Silny ostrzał artylerii i broni maszynowej i moździerzy II batalionu oraz 5 kompanii strzeleckiej zatrzymały niemieckie natarcie. Na odcinku III batalionu, tuż po południu doszło do tragicznej pomyłki, ostrzał z ziemi zestrzelił polski samolot obserwacyjny. Patrole i czaty III/84 pp zostały zmuszone do wycofania się przez niemiecki oddział rozpoznawczy 19 DP. W południe odcinek obrony II batalionu oraz Działoszyn i okoliczne wsie były ostrzeliwane przez niemiecką artylerię i atakowane przez niemieckie lotnictwo. Około godz. 17.00 w skoncentrowanym ogniu niemieckiej artylerii z pozycji nad Wartą wycofują się z wielkimi stratami część 4 kompanii strzeleckiej i 6 kompania strzelecka. Do wieczora 5 i część 4 kompanii wspartej 2 kompanią ckm powstrzymywały niemieckie natarcie na Działoszyn. Po zmroku przy świetle palących się Działoszyna i Sensowa oddziały niemieckiego 54 pp sforsowały Wartę i zajęły przyczółek na jej północnym brzegu. Doszło do otwarcia ognia przez pomyłkę przez 6 kompanię do cofającej się części 4 kompanii. Na odcinku III batalionu odparto niemiecki oddział rozpoznawczy 19 DP, w sile szwadronu kolarzy i plutonu samochodów pancernych, który usiłował sforsować Wartę. II batalion poprzez wieś Szczyty o godz. 22.30 wycofał się w kierunku na Ożgów zgodnie z rozkazem dowódcy pułku, zbierając swoje pododdziały. III batalion wycofał się po godz. 22.00 w kierunku na Pajęczno, uniemożliwiając wcześniej oddziałom niemieckiej 19 DP próby forsowania Warty na swoim odcinku. Za lewym skrzydłem III/84 pp w luce pomiędzy 30 DP a Wołyńską BK oddziałom 19 DP udało się sforsować Wartę i oskrzydlić 84 pp, co zmusiło dowódcę dywizji do wycofania 84 pp z linii Warty.

#### Działania IV batalionu 84 pp
Od 19 do 30 sierpnia IV/84 pp rozbudowywał pozycje obronne w rejonie wsi Ważne Młyny nad Wartą, będąc w podporządkowaniu Wołyńskiej BK. W nocy 30/31 sierpnia batalion wraz z Wołyńską BK został przegrupowany bliżej granicy, w godzinach przedpołudniowych 31 sierpnia osiągnął Łobodno. W Ważnych Młynach batalion pozostawił załogę bezpieczeństwa chroniącą most na Warcie w składzie plutonu z 12 kompanii strzeleckiej i plutonu z 4 kompanii ckm. Po południu stanowiska w Łobodnie przekazał dla 11 batalionu strzelców, a sam pomaszerował przez Kłobuck i Zagórz do lasów Brody Malina, gdzie dotarł o północy 31 sierpnia na 1 września.

##### Udział IV/84 pp w boju pod Mokrą

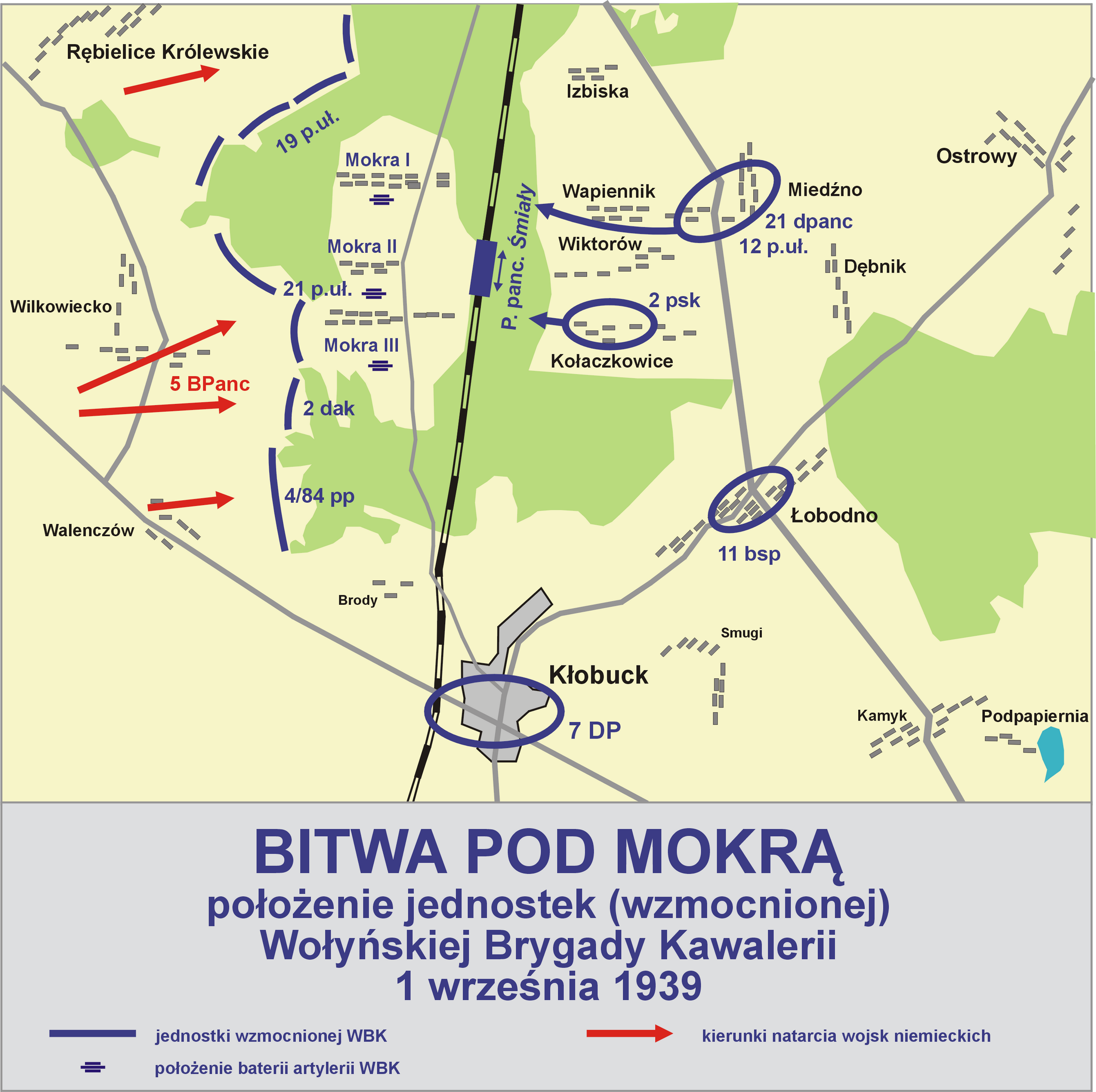
Pod Mokrą walczył IV batalion pułku

1 września o godz. 5.00 batalion obsadził zachodni i północno-zachodni skraj lasu, wszystkimi trzema kompaniami strzeleckimi wzmocnionymi plutonami ckm w I rzucie obrony. Batalion stanowił lewe skrzydło obrony Wołyńskiej BK, sąsiadował na prawo z 21 pułkiem ułanów, a na lewym skrzydle sąsiadował z batalionem ON „Kłobuck”, podległemu 7 Dywizji Piechoty z Armii „Kraków”. Około godz. 6.30 na przedpolu pozycji obronnych batalionu ukazały się patrole motocyklistów i 2 samochody pancerne, odpędzone ogniem pododdziałów batalionu. Około godz. 8.00 na pozycje 12 kompanii strzeleckiej wyszło natarcie niemieckich czołgów przed którymi pędzono ludność cywilną z inwentarzem. Atak odparto, armaty przeciwpancerne unieruchomiły dwa czołgi. O godz.11.00 IV batalion odparł niemieckie natarcie rozpoznawcze, przy wsparciu baterii z 2 dywizjonu artylerii konnej, oraz własnej broni maszynowej. Pluton skrzydłowy 10 kompanii i plutony z 4 kompanii ckm ze wzgórza przed lasem wspierały walkę 21 puł. z oddziałami niemieckiej 4 DPanc., ogniem bocznym. O godz.12.30 trzy niemieckie samochody pancerne wraz z plutonem motocyklistów zostały odparte przez 10 kompanię strzelecką, podjazd odparto uszkodzono jeden samochód pancerny. 11 kompania ubezpieczała ogniem skrzydło broniącego się w Kłobucku, batalionu ON „Kłobuck”. Od godz. 15.00 4 kompania ckm ostrzeliwała załogi zniszczonych czołgów przed frontem ułanów i 2 dak broniących się na polanie Mokra III. O godz. 17.00 odparto natarcie niemieckiej piechoty i czołgów na stanowiska 12 kompanii. Po zmroku oddziały niemieckie zaprzestały walki. IV batalion pozostał bez rozkazów, po wycofaniu się Wołyńskiej BK spod Mokrej. Przed frontem IV/84 pp od popołudnia w rejonie Walenczewa, koncentrowała się niemiecka 1 Brygada Pancerna, 1 DPanc. Wobec niedotarcia dalszych rozkazów mjr Wacław Sokol o godz. 22.00 podjął decyzję odwrotu na poprzednie stanowiska. Po uciążliwym marszu batalion o świcie 2 września osiągnął Ostrowy obsadzone przez 11 bs.

##### Dalsze działania w składzie Wołyńskiej BK
2 września o godz. 10.00 IV/84 pp dotarł do wcześniej obsadzanego odcinka Ważne Młyny, zajmując obronę 11 i 12 kompaniami w I rzucie obrony na północnym brzegu Warty, a 10 kompanią w odwodzie. Niemieckie lotnictwo atakowało stanowiska obronne batalionu. Po zmroku w rejonie obrony przeprawiły się oddziały Wołyńskiej BK, po walce pod Ostrowami. O godz. 22.00 mosty w rejonie obrony batalionu zostały wysadzone. Po godz. 23.00 IV/84 pp na rozkaz dowódcy Wołyńskiej BK płk. dypl. Juliana Filipowicza podjął odwrót poprzez Brzeźnicę Starą i Brzeźnicę Nową, Wiewiec, Krzywanice, Chorzenice, Żłobnicę, Kuców do lasu Gądka. Do batalionu nie dołączył pluton 11 kompanii strzegący brodu na Warcie w rejonie Stoczki- Łążek. Marsz odbywa się w trudnych warunkach, z uwagi na zatory, przemęczenie żołnierzy. Z batalionu zdezerterowała większość żołnierzy narodowości niemieckiej. Batalion dotarł do wskazanego rejonu w dwóch grupach; mjr. Wacława Sokola w południe 3 września do kolonii Piaski i por. Józefa Balukiewicza w nocy 3/4 września do lasu Gędka.

#### Walki nad Widawką na pozycji obronnej „Szczerców”
W związku z odsłonięciem skrzydła, około godz. 20.00 dowódca pułku nakazał wycofywanie całego pułku w kierunku Pajęczna i obsadzenie wcześniej przygotowanej pozycji obrony „Szczerców”. W nocy 2/3 września pułk w składzie I, III batalionu i pododdziałów pułkowych zebrał się w Pajęcznie, skąd o godz. 0.30 3 września podjął odwrót przez Białą, Suchowolę, Stróżę do Chabielic, którą pułk osiągnął ok. godz. 8.00. Po dojściu do Chabielic III/84 pp rozkazem płk. dypl. Stanisława Sztarejki zajął pozycję opóźniania na rubieży Kiełczygłów – Osina – Trząs. Nie uzyskano bezpośredniej styczności z oddziałami niemieckimi, po godz. 18.00 III batalion podjął marsz w kierunku głównej pozycji obrony. II batalion poniósł poważne straty w poległych, rannych i rozproszonych żołnierzach. W nocy 2/3 września gros batalionu podjęło marsz przez Siemkowice na Kieruzele, po drodze dołączyły grupy żołnierzy II/84, w tym duża część 4 kompanii. Dalszy marsz od rana 3 września II batalion prowadził przez Kiełczygłów, Rząśnię, Będków, Broszęcin, Kieruzeli, Tatar, Puszczę, Żar, gdzie przeszedł na północny brzeg Widawki. O godz. 19.30 dotarł do lasu na zachód od folwarku Bożydar, gdzie stanął na biwaku, jako odwód pułku. III batalion częścią sił przed południem 3 września obsadził odcinek obrony „Żar” na północnym brzegu Widawki. I batalion obsadził odcinek obrony „Karszewice” ok. godz. 15.00. 84 pp odpowiadał za 10 kilometrowy odcinek obrony na północnym brzegu rzeki Widawki od Chmielowca do młyna w Rząsawie. Pozycja była umocnieniami polowymi z rowem ppanc, zasiekami z drutu kolczastego i zaledwie z 6 schronami żelbetowymi, trzema na pododcinku „Żar” i trzema na północ od Rząsawy. 4 września pułk porządkował swoje szeregi dołączały pododdziały i grupki żołnierzy z przedpola, które kierowano do właściwych batalionów. Zreorganizowany II batalion liczył 15 oficerów i ok. 400 strzelców, z 17 rkm, 7 ckm i 6 kb ppanc. O godz. 13.00 oddział por. Balukiewicza z IV batalionu dołączył do pułku i o godz. 16.00 obsadził odcinek „Smugi”, oddział mjr. Sokoła z IV batalionu stanął w lesie obok folwarku Bożydar jako odwód. Ostatecznie do wieczora 4 września 84 pp pozostawał w I rzucie obrony dywizji i obsadzał dobrze przygotowany pod względem inżynieryjnym odcinek obrony długości około 10 km. Stawy rybne połączone były kanałami ze sobą i z Widawką, tworząc przed pozycją pułku doskonałą przeszkodę przeciwpancerną. Spalono wszystkie mosty i młyny na Widawce na odcinku pułku. Pułk objął swój odcinek „Ścichawa”. W skład odcinka wchodziły trzy pododcinki: „Żar” w składzie wzmocnionego III batalionu z III plutonem ppanc., 12 kompanią strzelecką z I plutonem 4 kompanii ckm, oraz pluton 2 kompanii ckm i pluton 93 samodzielnej kompanii ckm i br. tow. i pluton artylerii piechoty 84 pp, pod dowództwem mjr. Stanisława Mastalskiego. „Smugi” w składzie 10 kompanii z II i III plutonami 4 kompanii ckm, pododcinkiem dowodził por. Józef Balukiewicz. „Kaszewice” w składzie I batalionu wzmocnionego I plutonem ppanc., plutonem pionierów i plutonem przeciwgazowym pod dowództwem kpt. Antoniego Wadzyńskiego. Odwód pułku stanowił II batalion (bez plutonu ckm), IV batalion (bez 10, 12 kompanii, plutonu 11 kompanii i 4 kompanii ckm bez trzech plutonów) z IV plutonem ppanc. oraz kompania zwiadowców. Bezpośrednie wsparcie odcinka miał zapewnić dywizjon III/30 pal, na korzyść 84 pp na odcinku „Ścichawa” miała na żądanie działać grupa artylerii ogólnego działania 30 DP w składzie (I/30 pal, 30 dac i II dywizjon 4 pułku artylerii ciężkiej). 4 września pozycje 84 pp nie były bezpośrednio atakowane. W nocy 4/5 września dowódca pułku zarządził wypad przez 6 kompanię wzmocnioną plutonem ckm i armatą ppanc.na Janów Nowy, gdzie ok. godz. 4.00 wzmocniona 6 kompania stoczyła walkę z niemieckim pododdziałem zmotoryzowanym po czym wycofała się na prawy brzeg Widawki. Wysłano również patrole rozpoznawcze na lewy brzeg Widawki z III batalionu. Na południowy brzeg Widawki były wysunięte patrole i placówki oraz podsłuchy, które miały powiadomić główne siły pułku na południowym brzegu rzeki o zbliżaniu się oddziałów niemieckich.
5 września o godz. 6.00 placówka w Bogumiłowa została wyparta przez oddział rozpoznawczy 19 DP. Następnie ostrzelała niemiecki oddział zmotoryzowany we wsi i wycofała się na Trząs i dalej osłaniała pododcinek „Smugi”. Na pododcinku „Żar” o godz. 7.00 w styczność bojową weszły wysunięte na lewy brzeg Widawki placówki i czaty, po wzajemnej wymianie ognia wycofały się za rzekę. Artyleria niemiecka ostrzelała zagajniki przed przednim skrajem obrony będącej na skrajnym północnym skrzydle pułku, 7 kompanii strzeleckiej. Artyleria grupy ogólnego działania 30 DP ostrzelała szosę Szczerców – Kluki i zgrupowania niemieckie na przedpolu III/84 pp. Około godz. 9.00 przy silnym wsparciu niemieckiej artylerii wyszło natarcie niemieckiego batalionu z 30 pp 18 DP, na 7 kompanię. Natarcie zostało powstrzymane w ogniu piechoty, a następnie niemiecki oddział wycofał się. O godz. 12.00 niemieckie natarcie zdołało przejść w Lubośni koło młyna, Widawkę i wyjść na bezpośrednie przedpole 7 kompanii do lasu. Tam nawałami ogniowymi III/30 pal oddział niemiecki został zatrzymany. W godz. 13.00-15.00 placówki z 8 i 9 kompanii na rozkaz dowódcy III/84 pp wycofały się na prawy brzeg Widawki. Na pododcinku „Smugi” czata ppor. Drzewienieckiego dalej prowadziła walki z patrolami niemieckimi w rejonie wsi Trząs oraz rozpoznawała. Pododcinek nie nawiązał kontaktu bojowego. Na pododcinku „Kaszewice”, do południa z patrolami niemieckimi walczyły placówki i czaty, po czym wycofały się na prawy brzeg Widawki. Około godz. 15.00 silny ostrzał artyleryjski został położony na stanowiska 8 kompanii, pod jego przykryciem bataliony niemieckiego 30 pp sforsowały Widawkę i utworzyły przyczółek, 8 kompania utrzymała swoje stanowiska. Kontratak części odwodowej 12 kompanii okazał się zbędny. W rejon walki dowódca pułku zadysponował przesunięcie II/84 pp. Artyleria położyła ognie zaporowe, wyprowadzony kontratak przez II/84 pp okazał się też zbędny, od ognia własnej artylerii poległo 12 żołnierzy II batalionu, 3 zostało rannych. W trakcie podchodzenia odwodów pułku, niemieckie pododdziały wycofały się za Widawkę, stanowiska III/84 pp były nienaruszone. Na stanowiska I/84 pp za pododcinku „Kaszewice” i na sąsiadujący z nim odcinek „Księży Młyn” obsadzony przez I batalion 2 pułku piechoty Legionów wykonał natarcie niemiecki 59 pp z 19 DP. Niemiecki pułk został ostrzelany przez baterie grupy ogólnego działania 30 DP i zatrzymany silnym ostrzałem I/84 pp z rejonu dworu Słupia. Po kolejnym ostrzale przez artylerię niemiecką, 59 pp ponownie wykonał natarcie na obronę I batalionu, która nie dopuściła do sforsowania Widawki. Ponowne niemieckie natarcie o godz. 16.30 w ogniu grupy artylerii ogólnego działania 30 DP i piechoty zostało zatrzymane, wprowadzono do walki z odwodu dwa plutony z IV batalionu. Pomimo dużych strat pozycje I/84 pp zostały utrzymane. Artyleria niemiecka rozbiła centrum łączności I batalionu 84 pp. Oba dywizjony ciężkie: 30 dac i II/4 pac wykonały ześrodkowania ogniowe na oddziały niemieckich 59 pp i 73 pp 19 DP w rejonie Kużnicy Kaszewskiej i Gąsawy. Na pododcinku „Smugi” do zmroku placówki wycofały się za Widawkę, podeszły do rzeki pierwsze patrole niemieckie. Na lewym skrzydle I/84 pp, wycofała się obsada odcinka „Księży Młyn” w składzie I/2 pp Leg. Około godz. 18.00 Niemcy zaatakowali lewe skrzydło 84 pp. Wykorzystując lukę pomiędzy 30 DP i 2 Dywizją Piechoty Legionów, oddziały niemieckie obeszły polską obronę na kierunkach: Rząsawa, Kumos, Księży Młyn i weszły w głąb ugrupowania bojowego sąsiada. Jednakże ogniem dział 30 dac i broni ręcznej 2 kompanii kpt. Jerzego Jeleniewicza zażegnano niebezpieczeństwo, a Niemcy wycofali się w rejon Rząsawy.

#### Walki odwrotowe

##### Odwrót w rejon Dłutowa
W godzinach nocnych 5/6 września dowódca 30 DP gen. Leopold Cehak nakazał oderwanie się od nieprzyjaciela i wycofanie w rejon lasów Dłutowo. 84 pułk piechoty wraz z III/30 pal marszem nocnym z rejonu Kurnosu przemaszerował do Dłutowa, do odwodu dywizji. Odwrót pułku ubezpieczały „oddziały styczności” wydzielone z 1, 7, 9, 10 i 12 kompanii. Walcząc z dywersantami, nie były jednak niepokojone przez regularne oddziały. Podczas wycofania się z linii Widawki utracono 2 armaty ppanc. z III plutonu wraz dowódcą plutonu. Część pododdziałów osłonowych każdy w sile ok. plutonu, wycofując się, zostały rozbite bądź rozproszone w dalszych walkach i nie wszystkie dołączyły do macierzystych kompanii. W trakcie marszu w rejon Dłutowa podczas godzin porannych 6 września oddziały pułku przekraczały szosę Szczerców – Kluki, a potem szosę do Bełchatowa, patrolowaną przez zmotoryzowane patrole niemieckie. I batalion dotarł w godzinach przedpołudniowych do lasu na północny zachód od Adamowa, III batalion (bez 7 kompanii) poprzez Domiechowice dołączył do dowództwa 84 pp pod Mikorską Wolą. Dowództwo 84 pp wraz z I i III batalionem spod Mikorskiej Woli popołudniem pomaszerowały przez Wolę Różniańską, Drużbice, Gręboszów i Wadlew do lasów dłutowskich, gdzie pułk stanął przed godz. 16.00. II batalion do południa stał w Domiechowicach, gdyż nie otrzymał rozkazów, następnie przemieścił się przez Mikorską Wolę, Zelów, Zelówek, Bocianichę, Mierzączkę Małą do folwarku Dłutów, gdzie dotarł w nocy 6/7 września i dołączył do pułku. 7 kompania strzelecka maszerowała opóźniona za macierzystym III batalionem, rano dotarła do szosy do Bełchatowa koło Nowego Światu. Tam ostrzelana uległa rozdzieleniu większość kompanii pomaszerowała przez przedmieścia Bełchatowa, gdzie stoczyła na cmentarzu potyczkę z niemieckimi dywersantami, zabrała kilku do niewoli i zdobyła radiostację. Stoczyła potyczki z niemieckim patrolem kawalerii i podjazdem niemieckim z samochodami pancernymi. Następnie przez Dłutów i Pabianice, ta część 7 kompanii pod dowództwem ppor. Gracjana Szymankiewicza dołączyła do pułku. Natomiast grupa ok. 20 żołnierzy z por. Kazimierzem Krasoniem dołączyła w Dłutowie do batalionu. IV batalion wzmocniony kompanią zwiadowców, plutonem artylerii piechoty i IV plutonem kompanii ppanc. 6 września, będący na pozycji bocznej rejonu koncentracji pułku, przemieścił się przez folwark Bełchatów, Apollinów, Wolę Różniańską do skrzyżowania w Kąciku. Stamtąd kompania zwiadu rozpoznawała w kierunku Bełchatowa, IV batalion zajął stanowiska na szosie Bełchatów – Pabianice frontem na południe. O godz. 16.15 stoczył walkę z oddziałem rozpoznawczym niemieckiej 18 DP, niszcząc samochód pancerny. W trakcie dalszej rozwijającej się walki nawiązał styczność ogniową z niemieckimi jednostkami rozpoznawczymi i zmotoryzowanymi. Kiedy na szosie pojawiły się silne oddziały niemieckie, dowódca batalionu mjr Wacław Sokol zdecydował się wycofać w kierunku Drużbic. Osłaniająca odwrót batalionu 11 kompania, wraz z pułkową kompanią zwiadu, napotkała silny oddział niemiecki w rejonie wsi Pieńki i w wyniku intensywnej walki obie kompanie uległy częściowemu rozproszeniu. Bezpośredni odwrót batalionu osłaniał pluton 12 kompanii i pluton ckm z 4 kompanii ckm. W trakcie nocnego odwrotu doszło na skutek paniki do wzajemnej potyczki pomiędzy 10 kompanią a plutonem artylerii piechoty. Pożną nocą IV batalion dołączył do 84 pp w Dłutowie. Do pułku dołączyły również oderwane elementy II i III batalionu.

##### Walki w rejonie Tuszyna
6 września około 20.00 dowódca GO gen. Wiktor Thommée podjął decyzję o dalszym wycofaniu grupy na wschód. Zmęczone pododdziały 84 pułku piechoty ruszyły dopiero o 2.00 7 września, jako ostatni z 30 DP. Pułk miał maszerować w kierunku Tuszyna w kolejności I batalion, pododdziały pułkowe z kompanią gospodarczą, 30 dac, III/30 pal, III i II batalion, jako straż tylna IV batalion z ubezpieczeniem tylnym w składzie 11 kompanii strzeleckiej. Marsz prowadzono przez Leszczyny, Tążewy, Górki Małe, Górki Duże, przed świtem dotarł 84 pp do lasu na zachód od Grabówka. 11 kompania wycofała się w kontakcie z podjazdami niemieckimi. Rano 7 września 84 pp obsadził odcinek obrony w składzie macierzystej dywizji w linii Guzów – Tuszyn – Żeromin. IV/84 pp obsadził południowo-wschodni skraj lasu Garbówek, III/84 pp obsadził odcinek wzg. 288,3 – Górki Duże – wzg. 233, II/84 pp w południowo-wschodniej części lasu, a I/84 pp w odwodzie pułku w północno-zachodniej części lasu. Około godz. 13.00 od strony Dłutowa pojawił się batalion niemieckiej piechoty ze składu 18 DP. Batalion niemiecki przy silnym wsparciu artylerii uderzył na 8 kompanię, która cofnęła się ze wzg. 233, za Górki Małe. 8 kompania poderwana do kontrataku przez kpt. Zygmunta Beliczyńskiego odbiła utracone stanowiska, poniosła duże straty osobowe od ognia niemieckiej artylerii, między innymi poległ por. rez. Michał Świerkosz. 8 kompania walczyła bez wsparcia własnej artylerii, walki zakończyła o godz. 16.00. Około godz. 13.00 niemiecki oddział z 19 DP opanował Tuszyn. Ze względu na powyższe, dowódca pułku przegrupował II batalion do lasów na zachód od Tuszyna, zamykając od strony Zofiówki dostęp do miasta. Do zdobycia Tuszyna skierowany został I batalion ze wsparciem dywizjonu III/30 pal oraz skierowany rozkazem gen. bryg. Leopolda Cehaka 2 pp Leg. Po krótkim przygotowaniu artyleryjskim I/84 pp o godz. 16.00 wyruszył do natarcia na Tuszyn, o godz. 17.30 miasto zostało zdobyte. Wzięto do niewoli jeńców, zdobyto samochody ciężarowe i sprzęt i amunicję. Wieczorem 7 kompania stoczyła walkę z niemieckim plutonem w rejonie Sanatorium. Wieczorem 7 września zgodnie z rozkazem dowódcy GO „Piotrków” gen. bryg. Wiktora Thommée, 30 DP podjęła wraz z 84 pp odwrót w kierunku lasu na północ od Brzezin.

##### Przedzieranie się w rejon Brzezin
Po zapadnięciu nocy 7/8 września 84 pp, stanowiąc kolumnę tylną dywizji, wyruszył w marsz. W straży przedniej maszerował II/84 pp, za nim w pewnym oddaleniu III/30 pal, I/84 pp bez 2 kompanii strzeleckiej, III/84 pp. Jako straż tylna dywizji został wyznaczony IV/84 pp z plutonem artylerii piechoty i plutonem armat 30 pal, który do godz. 1.00 8 września opuścił las Grabówek pod naporem niemieckich oddziałów z zachodu, południa i południowego wschodu. Pomaszerował jako ariergarda w ślad za kolumną pułku, dołączając do niego po drodze. Do świtu w Tuszynie pozostała wzmocniona plutonem ckm 2 kompania strzelecka. W tym czasie drogi były już zatłoczone rozbitymi pododdziałami oraz licznymi taborami, a dowódcy nie dysponowali dostateczną liczbą map. Pułk maszerował przez Hutę Wiskicką, Giemzówek, Wolę Rakową, Wiśniową Górę, Andrespol, Justynów. O świcie do Brzezin pułk miał jeszcze ok. 10 km marszu. W rejonie Gałkowa II batalion był atakowany przez dwa niemieckie samoloty myśliwskie. Po przejściu przez Brzeziny II batalion został rozproszony przez uciekające z Brzezin tabory, po tym jak Brzeziny zostały zbombardowane. Po zebraniu II batalionu i dojściu do Henrykowa, batalion został ponownie rozproszony przez kolejny nalot bombowców niemieckich. W wyznaczonym punkcie zbiórki II batalionu w lesie Kołacin, zebrało się 14 oficerów i ok. 200 szeregowych oraz tabor batalionu. Po dotarciu 30 DP w rejon Brzezin i rzeki Mrogi, zadaniem dywizji było zamknięcie dróg biegnących z północy z kierunku Łowicza, Kutna i Skierniewic do centrum grupującej się GO „Piotrków”. 84 pp do rana nie dotarł do Brzezin zatrzymał się w lesie Przanówka, I i IV batalion w lesie Gałkówek, III batalion, który w marszu uległ częściowemu rozproszeniu zebrał się w sile 15 oficerów i ok. 500 szeregowych. Po odpoczynku i zebraniu zagubionych i odłączonych żołnierzy o godz. 13.00 pułk podjął dalszy marsz do Brzezin z lasu Gałkówka. I batalion przed Brzezinami, na szosie przed Witkowicami został zaatakowany przez ok. 20 niemieckich samolotów, które obrzuciły kolumnę małymi bombami i ostrzelały z broni maszynowej. W dalszej kolejności maszerowały IV i III bataliony, w rejonie Bogdanówki kolumna batalionów była atakowana przez 8-12 samolotów niemieckich, maszerujące za batalionami 84 pp, tabory zostały ostrzelane przez niemieckich motocyklistów, samochody pancerne. Za nimi pojawiły się niemieckie samochody ciężarowe. Taboryci, maszerujący maruderzy i ludność cywilna wzięły te pojazdy za czołgi, wobec wybuchu paniki w tej masie taborów i wozów nastąpiła ucieczka w kierunku Brzezin pędzące wozy taborowe i furmanki rozbiły szyki kolumn marszowych batalionów i rozproszyły je. Do lasu Kołacin dotarły części I batalionu łącznie kilku oficerów i ponad 200 szeregowych. III batalion i pozostałość IV batalionu zbierały się w lesie Stefanów. W zreorganizowanym III batalionie było ok. 10 oficerów i 350-400 szeregowych. Łącznie do godz. 22.00 z pułku zebrano cztery kompanie strzeleckie (7, 9, 10 i zbiorczą), 3 i 4 kompanie ckm, pluton łączności, część plutonu pionierów, tabor i kompanię gospodarczą. II batalion wraz z pozostałością I batalionu oddzielnie pomaszerowały poprzez Łyszkowice, Pszczonów, Słomków, Maków w kierunku lasów skierniewickich, gdzie miało być następne miejsce zbiórki oddziałów 30 DP.

##### Walki pod Przyłękiem i Jeżowem
Nocą 8/9 września oddziały 30 Dywizji Piechoty przegrupowały się w rejon Przyłęka Dużego. Rano 9 września, bez uzgodnienia z dowództwem Grupy Operacyjnej, Wołyńska BK opuściła swoje stanowiska i tym samym w polskim ugrupowaniu obronnym powstała luka. Wykorzystała to niemiecka 18 DP, zajęła rejon Jeżowa i Krasnowa i odcięła drogi odwrotu 30 DP. Wobec zaistniałej sytuacji gen. Cehak, także bez porozumienia z dowódcą grupy, zdecydował się cofać na wschód do rejonu Suliszewa. Około godziny 10.00 dywizja rozpoczęła przełamywanie pierścienia okrążenia i uderzyła w kierunku Jeżowa i Skierniewic. 84 pułk piechoty, po zgrupowaniu się na północ od Jeżowa ubezpieczył wieczorem zajęcie stanowisk przez pozostałe oddziały 30 DP. O godz. 22.00 obronę na północny zachód od Jeżowa na skraju lasu Szeroka Droga frontem do wsi Jasienin Duży zajęła 7 kompania, a na południe od niej 9 kompania. Jezów w godzinach popołudniowych został zajęty przez oddział rozpoznawczy niemieckiej 18 DP. Zbiorcza kompania ppor. Włodzimierza Drzewienieckiego obsadziła przeprawy przez Mrogę w Kołacinie i Kołacinku. Po świcie 9 września z kompanią zbiorczą 84 pp nawiązały kontakt ogniowy niemieckie oddziały ze składu 10 DP, pomimo walki ogniowej z piechotą niemiecką, na obu skrzydłach kompanii o godz. 10.30 rzekę Mrogę przekroczyły oddziały niemieckie. Kompania zbiorcza 84 pp broniła się na swoim odcinku do godz. 13.30. Po czym wycofała się do lasu Kotulin i po pozostawieniu rannych we wsi Kotulin kompania, będąc oskrzydlona z dwóch stron, podjęła odwrót na Skierniewice. Nie niepokojona maszerowała w luce pomiędzy niemiecką 8 Armią i 10 Armią. Rano 9 września na lewo od 7 kompanii, stanowiska zajął II/83 pp, który miał wykonać natarcie wraz z resztą 83 pułku piechoty na Jeżów, a miał go wspomóc III/84 pp. Jednak o godz. 11.00 na stanowiska 7 kompanii i 3 kompanii ckm wyszło natarcie niemieckiego II batalionu 30 pp ze składu 18 DP. Natarcie niemieckie załamało się w ogniu obu kompanii, poległo wielu niemieckich żołnierzy, wśród nich dowódca tego batalionu. Na skrzydło niemieckiego natarcia wyszedł kontratak II/83 pp i 7 kompanii na wieś Jasień Duży, która została opanowana przez 7 kompanię. W walce z 7 kompanią i 3 kompanią ckm niemiecki batalion stracił zabitych 2 oficerów i 44 szeregowych. W tym czasie do natarcia na wsie Strzelną i Jasień Mały rozpoczęła 9 kompania, która po wyjściu z lasu na otwartą przestrzeń dostała się w silny ostrzał niemieckiej artylerii i broni maszynowej. Natarcie kompanii zaległo, poległ por. Tadeusz Loster i ciężko ranny został ppor. rez. Marian Słowik, a także wielu żołnierzy tej kompanii. Natarcie obu batalionów II i III 83 pp doprowadziło do zdobycia części Jeżowa, wyparciu niemieckiego 30 pp z części miasta. Oba bataliony 83 pp poniosły ciężkie straty i w długich zaciętych walkach utraciły swoją zdolność bojową. Skoncentrowana artyleria niemiecka prowadziła ostrzał lasu Szeroka Droga, gdzie 3 kompania ckm poniosła straty, wśród rannych był por. Tadeusz Wierciński. W tym czasie 82 pułk piechoty odrzucił ze Słupi niemiecki 18 oddział rozpoznawczy, otwierając 30 DP drogę na północny wschód. Dowódca 84 pp w trakcie walki odesłał kompanię gospodarczą wraz z taborem pułku, pod osłoną 10 kompanii do miejsca koncentracji 30 DP w rejonie Skierniewic. W godz.15.00-16.00 resztki 83 pp wycofały się na Słupię, odwrót zabezpieczały pozostałości 84 pp. W walce leśnej uczestniczyli żołnierze dowództwa 84 pp pod dowództwem oficera łączności por. Tadeusza Buczka. Odwrót przez Słupię do lasów skierniewickich na rozkaz dowódcy pułku podjęła grupa IV batalionu mjr. Sokola, pozostałość III batalionu bez 7 kompanii. Na rozkaz dowódcy pułku z Jasienina Dużego o godz. 15.30 wycofała się 7 kompania i po zmroku rozpoczęła odwrót na Skierniewice. W roli straży tylnej na rozkaz płk. dypl. Stanisława Sztarejki obronę lasu na północ od drogi Przyłęk – Jeżów przejęła mocno uszczuplona 4 kompania ckm wraz z dwoma armatami 30 pal. Placówka ta w walce dotrwała do godz. 19.00 po czym okrążona z braku amunicji została rozbita, przedarło się do okolic Skierniewic 6 żołnierzy z dwoma ckm-ami. Większość żołnierzy dostała się do niewoli, w tym ranny por. Karol Nodzeński.

##### Koncentracja 84 pp w rejonie Puszczy Mariańskiej
9 września w rejonie Skierniewic dowódca II batalionu mjr Tadeusz Kierst zorganizował zgrupowanie 84 pp w składzie: II batalion, oddział I batalionu kpt. Wadzyńskiego, oddział IV batalionu por. Balukiewicza, pluton artylerii piechoty z jedną armatą, resztki kompanii zwiadowców, kompanii gospodarczej i taboru pułku, łącznie 32 oficerów i ok. 500 szeregowych. Początkowo zgrupowanie stacjonowało w lesie Grabina, następnie nocą 9/10 września wykonało marsz poprzez Rudę, Samice do Kamiona, w czasie marszu zgrupowanie osłaniało maszerujące dywizjony artylerii z 2 pułku artylerii lekkiej Legionów i 28 pułku artylerii lekkiej. W trakcie marszu do zgrupowania dołączyły resztki kompanii zbiorczej 84 pp ppor. Drzewienieckiego. W trakcie marszu zgrupowanie natknęło się na zatory maszerujących oddziałów, taborów i rozbitków z różnych jednostek Armii „Łódź”. W rozgardiaszu na drogach część zgrupowania odłączyła się. W godz. 7.00-8.00 10 września większość zgrupowania zatrzymała się w lesie za wsią Puszcza Mariańska. Po kilkugodzinnym wypoczynku dokonano reorganizacji zgrupowania, formując na nowo II batalion w składzie 20 oficerów i ok. 400 szeregowych (w składzie dwóch kompanii strzeleckich i kompanii ckm). 10 września dowódca II batalionu nawiązał kontakt z dowódcą 31 pułku piechoty ppłk. Wincentym Wnukiem, jednak nie wziął udziału w natarciu na Mszczonów z uwagi na skrajne przemęczenie żołnierzy. Późnym popołudniem przemaszerował przez Waleriany, Bednary do lasu w rejonie Sokule. 10 września nacisk nieprzyjaciela na oddziały GO gen. Thommée nieco osłabł (wiązało się to z przegrupowaniem wojsk niemieckich nad Bzurę). Większość pododdziałów 84 pułku piechoty spod Przyłęku dotarła w okolice Skierniewic i ześrodkowała się w rejonie Kalinówki. Jako pierwsza dotarła grupa mjr. Wacława Sokala z IV batalionu, grupka kpt. Makarewicza i pozostałość plutonu łączności z por. Buczkiem. Dowódca pułku płk. Sztarejko przyprowadził grupkę rozproszonych żołnierzy pułku. Łącznie spod Przyłęku przyszło ok. 200 żołnierzy. W tym czasie pułk liczył około 600 żołnierzy. O 14.00 dowódca grupy podjął decyzję o przebijaniu się do Warszawy. Zakładał też, że w przypadku braku powodzenia oddziały winny przez Puszczę Kampinoską przejść w rejon Modlina. Wyznaczono marszrutę: Kamion – Mszczonów – Nadarzyn – Mokotów, pierwsze pododdziały ruszyły o 16.00. Już w Mszczonowie napotkano pierwszą przeszkodę. Ze względu na brak sił do wyrzucenia Niemców z miejscowości, dowódca dywizji postanowił wycofać się do Puszczy Mariańskiej, zreorganizować siły i marszem nocnym ruszyć do Warszawy inną drogą. Rejon koncentracji ubezpieczał zreorganizowany ponownie (do stanu trzech kompanii strzeleckich i kompanii ckm) II batalion mjr. Tadeusza Kiersta. Jednocześnie do pułków piechoty 82 i 83 przekazano wcześniej przyłączonych do 84 pp żołnierzy.

##### Walki pod Żyrardowem
11 września wieczorem II batalion obsadził linią czat południowe i zachodnie skraje lasu żyrardowskiego. 12 września przed świtem na rozkaz płk. dypl. Stanisława Sztarejki zmieniono ugrupowanie batalionu. 5 kompania por. Ferdynarda Webera zajęła stanowiska w rejonie toru kolejowego okrakiem na drodze na Bednary. 4 kompania obsadziła południowo-wschodnią część lasu na lewo od 5 kompanii. Pluton ppor. Drzewienieckiego obsadził folwark Bednary. 6 kompania kpt. Stanisława Matusiaka zachodnią część lasu. Obok II/84 pp zajęły stanowiska pododdziały 82 pp. 30 DP osłaniał od południa i zachodu natarcie 2 DP Leg. i 28 Dywizji Piechoty na Warszawę. Około godz. 8.30 w walce w Żyrardowie uczestniczyły pododdziały 82 pp i 41 samodzielna kompania czołgów rozpoznawczych. Pozycje II/84 pp od rana rozpoznawały niemieckie patrole, następnie na pozycje 84 pułku piechoty atakował niemiecki 74 pp z 19 DP. Ciężar walki przyjął na siebie II batalion. Jego 4 kompania por. Józefa Balukiewicza nie wytrzymała natarcia piechoty niemieckiej i wycofała się, a 3 pluton ppor. Kazimierza Kurczewskiego został rozbity ogniem artylerii. 6 kompania broniła kierunku zachodniego od strony Józefowa do godz. 12.00, następnie otoczona przez oddziały niemieckie uległa rozproszeniu. Niewielka grupa przedarła się do pułku, duża część 6 kompanii dostała się do niewoli. Około godz. 10.00 natarcie niemieckie osiągnęło tor kolejowy. W tej sytuacji płk Stanisław Sztarejko nakazał odwrót pułku w kierunku Wiskitek. Osłaniała 5 kompania plutonem ppor. Stanisława Urbaniaka. W czasie odwrotu pułk stracił w ciężkiej walce leśnej poległych 6 oficerów, kilkunastu podoficerów i wielu strzelców. Duża grupa dostała się do niewoli, wśród nich kpt. Stanisław Matusiak. Odwrót na Wiskitki i Oryszew odbywał się pod silnym ostrzałem niemieckiej artylerii. Po zebraniu się II/84 oraz resztek pułku w rejonie Oryszewa, podjęto marsz jako straż tylna 30 DP do Puszczy Kampinoskiej. Nocny marsz 12/13 września, odbył się przez Szymanów, Paprotnię, Łazy, Kampinos. Rejon nadleśnictwa Kampinos pozostałość 84 pp osiągnęła ok. godz. 2.00-3.00 13 września. W tym rejonie pozostałości pułku liczyły już tylko około 300 żołnierzy.

##### Przedarcie się do Modlina
W trakcie wypoczynku odtworzono 6 kompanię, a jej dowództwo objął kpt. Mieczysław Markiewicz. 13 września rano w Kampinosie dowódca Grupy Operacyjnej postawił gen. Cehakowi rozkaz przebicia się do Modlina. Nocą z 14 na 15 września dywizja pomaszerowała do Modlina. Ze względu na niskie stany osobowe, miała bronić centralnego odcinka obrony – „Twierdza”. 84 pułk piechoty ześrodkował się w Kazuniu i stanowił odwód dowódcy grupy. Tej samej nocy do Modlina dotarł 500 osobowy zbiorczy oddział 83 pp prowadzony przez por. Witolda Zamiechowskiego. Dowódca GO z tego oddziału odtworzył 83 pp, a na jego dowódcę wyznaczył dotychczasowego dowódcę IV batalionu 84 pp mjr. Wacława Sokola. Rano 16 września do twierdzy przybył dowódca III/84 pp mjr Stanisław Mastalski z około 500 żołnierzami z różnych pododdziałów 30 DP. Maszerujący za pułkiem por. Kazimierz Krasoń z pozostałością 7 kompanii dołączał żołnierzy oderwanych i zgubionych z 84 pp i innych jednostek dywizji. W trakcie marszu w rejonie Kamiona zebrał grupę żołnierzy z pułków 30 DP. W kompanii 84 pp i plutonach 82 i 83 pp zebrał łącznie 7 oficerów, 3 pchor., 4 podoficerów i ok. 200 strzelców z taborem. 11 września poprzez Wiskitki, Błonie, Puszczę Kampinoską dotarł 12 września do Nowego Dworu Mazowieckiego. Rano 13 września dotarł do Jabłonnej, do Grupy por. Krasonia dołączył kpt. Janusz Dobrski z grupką strzelców. Grupa pomaszerowała do Zielonki skąd udała się do Warszawy, gdzie w Parku Łazienkowskim skoncentrowano żołnierzy 84 pp, dołączył tam też tabor pułku z kpt. Krysiakiem i podległy oddział żołnierzy w sile ponad 200 (w tym 160 z 84 pp). Do Parku w Łazienkach dotarła również kompania złożona z rozbitków 30 DP ppor. rez. Jana Kozłowskiego w sile ok. 170 żołnierzy. Do Cytadeli w Warszawie dotarły pozostałości II batalionu kpt. Józefa Hoffmana i ppor. Stefana. Daszkiewicza. Do Warszawy dotarły też resztki plutonów z dowódcami z 8 i 10 kompanii strzeleckich i 3 kompanii ckm, ppor. Bargiełowskiego, Melecha i Kamieniarza. 15 września pod dowództwem kpt. Józefa Hoffmana w Warszawie zebrano dwie kompanie por. Kazimierza Krasonia i por. Jerzego Sasina ok. 400 żołnierzy i 40 wozów taborowych, rano oddział odmaszerował przez Bielany, Młociny, Łomianki, Palmiry do Modlina, gdzie dotarł o godz. 5.00 16 września. Łącznie kolumna uzupełnień 30 DP liczyła ponad 1000 żołnierzy.

#### W obronie Modlina
15 września przed południem, po wypoczynku dokonano reorganizacji pozostałości 84 pp, który dotarł do Modlina wraz z 30 DP. Pułk składa się z dowództwa i kwatermistrzostwa pułku, plutonu łączności, plutonu artylerii piechoty i II batalionu. Pułk liczył 362 oficerów i szeregowych, w tym II batalion 265 żołnierzy. Na uzbrojenie składało się: 1 armata 75 mm wz.1902/26, 2 moździerze 81 mm, 4 ckm, 6 rkm, 230 kb i kbk. Na rozkaz dowódcy Armii „Warszawa” dla dowódcy obrony Modlina miał zostać wysłany do Puszczy Kampinoskiej oddział wydzielony z zadaniem rozpoznania południowych krańców puszczy, oczyszczeniu jej z oddziałów niemieckich oraz nawiązaniu łączności z wojskami Armii „Poznań” i „Pomorze” i oddziałem płk. Eugeniusza Żongołłowicza.

##### Walki w składzie Oddziału Wydzielonego w Puszczy Kampinoskiej
15 września dowódca obrony Modlina gen. Wiktor Thommée rozkazał płk. Stanisławowi Sztarejce zorganizować z 84 pp oddział wydzielony, wzmacniając go plutonem kolarzy, z działonem armaty 75 mm, 2 armatami ppanc. i 2 ckm z 82 pp, kompanią strzelecką z plutonem ckm (4 ckm) i 1 armatą ppanc. z 83 pp. Łącznie 500 żołnierzy. Zadaniem oddziału był powrót do Puszczy Kampinoskiej, rozpoznania terenu i oczyszczenia go z oddziałów niemieckich na kierunku spodziewanego wycofywania się Armii „Poznań” i „Pomorze” oraz udzielenia im pomocy w przebijaniu się do stolicy. Zgrupowanie 84 pp wymaszerowało z twierdzy o godz. 22.00 pułk rozpoczął przegrupowanie w kierunku Leszna.
16 września o 7.30 czołowe pododdziały dotarły do Sowiej Woli, o 15.00 opanowano Roztokę, a o 17.00 Łubiec. W trakcie przemarszu patrole i placówki oddziału toczyły potyczki z niemieckimi patrolami. W Roztoce z oddziału wydzielonego zorganizowano grupę wypadową pod dowództwem mjr. Tadeusza Kiersta w składzie: 4. i 5 kompania, 2 kompania ckm i pluton artylerii piechoty. Razem 8 oficerów oraz 200 podoficerów i szeregowych, 1 armata 75 mm oraz 2 armaty przeciwpancerne. O godz. 18.30 grupa wypadowa uderzyła na Leszno i opanowała je do godz. 18.40. Dowódca grupy wypadowej mjr Kierst zdecydował się utrzymać miejscowość do czasu nadejścia oddziału wydzielonego z Warszawy. W nocy, po krótkiej walce, grupa wzięła do niewoli kolumnę niemieckich samochodów sanitarnych i innych z oddziałów tyłowych. Po stronie niemieckiej zginęło 2 oficerów, 6 podoficerów i szeregowych, wzięto kilkunastu jeńców, zdobyto kilkanaście samochodów, a w nich zdobyto: żywność, papierosy i mapy. Straty własne 2 zabitych i 3 rannych. W godzinach nocnych 16/17 września obsadzający Leszno i najbliższą okolicę II batalion stoczył kilka potyczek i walk, z usiłującymi wjechać do Leszna załogami sanitarek, które wzięto do niewoli. Około godz. 23.00 z podjazdem samochodów pancernych, z których dwa zostały zniszczone przez działon z plutonu artylerii piechoty 84 pp. Nad ranem zniszczono niemiecki patrol motocyklowy, który nadjechał od strony Błonia. 17 września o świcie II batalion opuścił Leszno, wycofując się do lasu na północ od wsi. O godz. 7.00 do Leszna, wszedł oddział rozpoznawczy niemieckiej 31 Dywizji Piechoty. O godz. 8.00 na las, gdzie zajął stanowiska II batalion oddział wykonał natarcie, Po związaniu się w walce, niemieckie pododdziały zmotoryzowane zaczęły obchodzić skrzydła II/84 pp, który stopniowo opóźniając niemiecki ruch, wycofał się w kierunku folwarku Julinek. Następnie oderwał się od oddziału niemieckiego i pomaszerował w głąb puszczy. Straty batalionu w walkach o Leszno i w lesie na północ od Leszna, to 11 poległych i 5 rannych.
Z przybyłej z Warszawy kolumny 30 DP na rozkaz dowództwa dywizji w koszarach 1 pułku artylerii ciężkiej z żołnierzy 84 pp i innych oddziałów spoza dywizji 16 września odtworzono batalion III/84 pp mjr. Stanisława Mastalskiego. Zreorganizowany batalion liczył 22 oficerów i około 380 podoficerów i szeregowych. Był uzbrojony w 2 moździerze, 4 ckm-y i kilkanaście rkm-ów. III batalion składał się z 3 kompanii strzeleckich, kompanii ckm i dowództwa batalionu. III batalion został z rozkazu dowódcy dywizji skierowany do dyspozycji dowódcy 84 pp. 17 września III batalion dotarł w rejon działań oddziału wydzielonego, do wsi Roztoka o godz. 7.00 17 września. Po drodze wziął do niewoli pięcioosobowy patrol niemiecki. Na rozkaz płk. Sztarejki III batalion został rozwinięty na stanowiskach obronnych od południa i zachodu w oparciu o linię wydm na zachód od Roztoki i południową lizjerę lasu. 6 kompania kpt. Mieczysława Makarewicza i pluton moździerzy rozwinęły się na tymczasowych stanowiskach przed przednim skrajem obrony. W godzinach popołudniowych na obronę III/84 pp wykonały rozpoznanie patrole niemieckiego 71 pp zmot. ze składu niemieckiej 29 DPZmot. Po powrocie z wypadu przed południem II batalion rozwinął się przy drodze leśnej Wiersze-gajówka Debła. O godz. 17.30 do folwarku Zaborów Leśny przesunięto wzmocnioną 4 kompanię strzelecką. 17 września pułk był ostrzeliwany przez niemiecką artylerię, placówki na przedpolu nawiązały kontakt bojowy z niemieckimi patrolami. Tego dnia z 84 pp nawiązał kontakt przebijający się znad Bzury 15 pułk ułanów, który pod osłoną 84 pp wypoczywał w Wierszach. 17 września ok. godz. 9.00 6 kompania strzelecka wzmocniona plutonem moździerzy, 2 ckm i armatą ppanc. z 83 pp rozkazem dowódcy pułku została skierowana do wsi Sojówka na wschód od wsi Budy Nowe, celem osłony 84 pp od strony północno-wschodniej. Po zajęciu stanowisk osłonowych o godz. 11.30 prowadzono działania patrolowe i rozpoznawcze, biorąc jeńców. Około godz. 18.30 6 kompania zorganizowała zasadzkę ogniową na drodze ze Starej Dąbrowy, ostrzelano pododdział niemiecki i kolumnę taborową z ok. 20 wozami konnymi z niemieckiego 12 pp. Zabito ok. 50 żołnierzy niemieckich, wzięto kilkunastu jeńców z oficerem, zdobyto wozy z żywnością, bielizną i kuchnię polową.
18 września Niemcy rozpoczęli natarcie. O godz. 7.00 artyleria niemiecka ostrzelała pozycje 84 pp w Roztoce i Wierszach. Na pozycje 7 kompanii strzeleckiej o godz. 7.45 spadła nawała ogniowa kilku niemieckich baterii artylerii, straciła ona 14 zabitych i 5 rannych. O godz. 8.00 na pozycje obronne III/84 pp natarcie prowadził niemiecki 15 pp zmot., walcząc o wzgórza po obu stronach Roztoki, z których wyparł III/84 pp. Niemiecki 15 pp zmot. prowadził dalsze natarcie w kierunku północnym, stopniowo zrywając kontakt bojowy z III/84 pp. Dwie niemieckie kompanie natarły o godz. 9.50 wzdłuż drogi Łubiec – Roztoka, na pozycje 7 kompanii, która prowadząc walkę o swoje stanowiska, powstrzymywała natarcie niemieckie do godz. 14.00. Niemiecka kompania weszła na skrzydło 7 kompanii. 9 kompania wycofała się w kierunku gajówki Debła. 8 kompania pomimo ostrzału artylerii niemieckiej utrzymała swoje stanowiska. Na stanowiska 6 kompania o godz.7.00 wyszło natarcie z kierunku Nowe Budy. Kompania wycofała się do Dąbrowy Nowej, a dalej pod naporem niemieckim i ostrzałem artylerii w kierunku Wierszy. Około godz.13.00 na III batalion z rejonu wsi Grabina wyszło ponowne natarcie niemieckiego batalionu z 29 DPZmot. Na rozkaz dowódcy pułku po godz. 14.00 III batalion wycofał się w kierunku wsi Krogulec, Wiersze. W trakcie odwrotu od ostrzału artylerii niemieckiej straty poniosła 8 kompania, w tym ciężko ranny ppor. rez. E. Lipiński. Stosując obronę ruchomą, 7 i 9 kompanie i pluton artylerii piechoty opóźniały natarcie niemieckie poprzez Krogulec, gajówkę Krogulec i Kiścienne, po czym wycofały się do Truskawki.
Pod stanowiska 4 kompanii w folwarku Zaborów Leśny podjechały trzy czołgi niemieckie, czołgi zmusiła do odwrotu bateria 7 dywizjonu artylerii konnej. Następnie na stanowiska 4 kompanii wyszło natarcie niemieckiej piechoty z czołgami. Na rozkaz dowódcy batalionu wycofała się do Truskawki, którą osiągnęła o godz. 13.00. II batalion po skoncentrowaniu całości sił podjął marsz w kierunku Janówka, po drodze na południe od Truskawki na jego kolumnę marszową natarcie wykonała niemiecka piechota z czołgami ze składu 1 DLek. Do niemieckich czołgów ogień otworzył działon z plutonu artylerii piechoty. II batalion wycofał się w kierunku Brzozówki. Nocą 18/19 września płk Sztarejko wycofał pododdziały pułku do rejonu Małocic, tam zorganizował obronę i osobiście udał się po dalsze rozkazy do Modlina. W nocy 19 września, nie mogąc doczekać się powrotu dowódcy pułku, pododdziały samorzutnie rozpoczęły wycofywanie do twierdzy. W rejonie Bielan spotkał je płk Sztarejko, zgodnie z otrzymanymi w dowództwie grupy rozkazami, skierował pułk do rejonu Kazunia – do odwodu dowódcy grupy. W trakcie walk w puszczy pułk poniósł poważne straty w II batalionie wynosiły ok. 35% stanu, w III batalionie do 20%.

##### Walki w twierdzy
84 pułk strzelców poleskich wycofał się do twierdzy Modlin i zajął kwatery w Kazuniu Niemieckim w rejonie mostu żelaznego. Pułk został skierowany do odwodu odcinka Kazuń. 19 i 20 września wypoczywał i reorganizował swoje szeregi, odesłano przydzielone pododdziały 82 i 83 pp do ich macierzystych pułków. Dołączono też własnych żołnierzy będących w składzie innych oddziałów oraz kilkudziesięciu z innych rozbitych jednostek. Łącznie 20 września w szeregach pułku było 52 oficerów, 4 podchorążych, 94 podoficerów i 680 strzelców łącznie 830 żołnierzy uzbrojonych w 1 armatę 75 mm, 4 moździerze, 10 ckm i 14 rkm i 6 granatników. W zawiązku z zagrożeniem obrony Modlina od południa, 30 DP została przesunięta na pododcinek „Kazuń”. 20 września w godzinach popołudniowych została zbombardowana przez niemieckie lotnictwo kompania gospodarcza i tabor II/84 pp poległo 7 żołnierzy, a 16 było rannych. W nocy 20/21 września 84 pułk piechoty, wzmocniony kawalerią dywizyjną, zluzował pododdziały 13 pułku piechoty i zajął obronę w I rzucie dywizji. Bronił odcinka od Wisły od zachodniego skraju lasów i na północ od Cybulic Małych do lasów na południe od Bielan. Na pododcinku zachodnim „Syndykowszczyzna” organizował obronę II batalion, na pododcinku wschodnim „Bielany” III batalion, wsparcie artyleryjskie miał zapewnić III dywizjon 30 pal. Na odcinku przydzielone pododdziały saperskie prowadziły prace saperskie, minowe i inżynieryjną rozbudowę umocnień polowych. Na pododcinku zachodnim obrona oparta była o forty nr VII i VIII, na pododcinku wschodnim był tylko mniejszy fort nr VI, które stanowiły kościec obrony i fortyfikacyjny 84 pp. Do pułku przydzielono jako wsparcie również pluton artylerii pozycyjnej R pchor. Luxenburga z dwoma armatami 76,2 mm wz.1902 i 2 baterię 16 pułku artylerii lekkiej jako armaty ppanc. Rano 21 września pluton 9 kompanii wykonał wypad do Małocic, pluton ze wsparciem 9/30 pal wyparł niemiecką obsadę ze wsi, poległ ppor. Mieczysław Michalski, zdobyto dokumenty. Po wycofaniu się z Małocic na obronę III/84 pp wyszedł kontratak niemieckiej piechoty z 15 pp zmot. z 29 DP. 21 września ok. godz. 23.00 partol oficerski 84 pp wykonał wypad do Czeczotki, wypierając działające tam patrole niemieckie i zdobył karabin maszynowy. 21/22 września 7 kompania uczestniczyła w wypadzie batalionu I/13 pp na Małocice. 22 września o 4.00 na pozycje pułku wyszło natarcie niemieckie. Uderzenie odparto. Niemcy wzmogli ostrzał artyleryjski, a od 14.00 do 18.30 polskie pozycje były bombardowane przez lotnictwo nieprzyjaciela. Zniszczeniu uległy tabory. 24 września 7 kompania stoczyła walkę z pododdziałami 2 Dywizji Lekkiej, odbijając Czeczotki. 25 września w wypadku motocyklowym złamał nogę i został ranny płk Stanisław Sztarejko, a dowodzenie pułkiem przejął dowódca III batalionu mjr Stanisław Mastalski. W wyniku ostrzału artylerii niemieckiej został ranny por. Kazimierz Krasoń. Nocą z 25/26 września pułk otrzymał uzupełnienia z rozbitych jednostek Armii „Poznań” i „Pomorze”, do obu batalionów skierowano; 3 oficerów, 1 podchorążego, 3 podoficerów i 55 strzelców. Stan osobowy 84 pp wynosił: 52 oficerów, 107 podoficerów i 776 szeregowych, łącznie 935 żołnierzy. 26 września stanowiska pułku były ostrzeliwane przez artylerię niemiecką, a rejon twierdzy bombardowany. 27 września o godz. 6.00 odcinek 6 kompanii II batalionu był atakowany przez niemiecką piechotę ze składu 221 DP, przy wsparciu dywizjonu I/30 pal odparto niemieckie ataki. 28 września w południe rozpoczęły się rozmowy kapitulacyjne z Niemcami. O 14.00 gen. Leopold Cehak, w imieniu dowódcy Grupy Operacyjnej broniącej Modlina gen. Wiktora Thommée, podpisał protokół kapitulacyjny. Twierdzę ostatecznie poddano 29 września o godzinie 8.00, a żołnierze do 12.00 złożyli broń w miejscach wyznaczonych przez Niemców.

### Oddziały II rzutu mobilizacyjnego 84 pp

#### Batalion marszowy 84 pp
Batalion marszowy został zmobilizowany w Pińsku podczas mobilizacji alarmowej 23 marca 1939 całkowicie z żołnierzy rezerwy. Batalion marszowy prowadził szkolenie wcielonych rezerwistów. Dowódcą batalionu był por. rez. Stefan Szymczak. Batalion składał się z 17 oficerów, 37 podoficerów i 480 szeregowców. Każda kompania strzelecka składała się z ponad 120 żołnierzy. W skład batalionu wchodziły 3 kompanie strzeleckie i 1 kompania km i broni towarzyszących. Rozkazem dowództwa Okręgu Korpusu nr IX batalion marszowy został zdemobilizowany 16 czerwca 1939. Szeregowi rezerwy zostali zwolnieni po odbyciu ćwiczeń do domu oficerowie w większości weszli w skład OZN 84.  
Obsada personalna batalionu marszowego 84 pp  
- dowódca batalionu - por. rez. Stefan Szymczak
- dowódca 1 kompanii strzeleckiej - por. rez. Andrzej Siwek
  - dowódca plutonu - ppor. rez. Michalczyk
- dowódca 2 kompanii strzeleckiej - ppor. rez. Franciszek Sadza
- dowódca 3 kompanii strzeleckiej - ppor. Józef Uniowski
- dowódca kompanii km i br. tow. - ppor. rez. Konstanty Moczydłowski.

W składzie kompanii km i br. tow. były ckm wz.1908 i moździerze.

#### Oddział Zbierania Nadwyżek 84 pp
Po wyjeździe 84 pp na teren Okręgu Korpusu nr IV w dniach 24–27 marca 1939, w koszarach w Pińsku i Łunińcu pozostały nadwyżki rezerwistów, część oficerów i podoficerów służby stałej oraz wcieleni w marcu rekruci. Z nowo wcielonymi w marcu 1939 prowadzono szkolenie w garnizonach stałych. Po wyjeździe sił głównych w koszarach w Pińsku dowódcą pozostałości został I zastępca dowódcy ppłk Andrzej Strach, a od lipca kwatermistrz pułku mjr Józef Żeleski. W koszarach pozostał liczący około 1200 ludzi batalion młodego rocznika kpt. Seweryna Kozyry oraz nie mniej liczny batalion rezerwistów z dowódcą por. rez. Stefanem Szymczakiem. W Łunińcu dowódcą batalionu II rzutu mobilizacyjnego został kpt. Franciszek Bilczewski. Po ogłoszeniu mobilizacji powszechnej, z pozostałych w Pińsku pododdziałów utworzony został dwubatalionowy 184 rezerwowy pułk piechoty pod dowództwem mjr. Józefa Żeleskiego. Pułk, działając w składzie Dywizji Piechoty „Kobryń”, miał obsadzić pozycje na Kanale Królewskim między Kobryniem a Horodecznem. Szczegółowy opis działań 184 pp znajduje się w linku poniżej.

### Kawalerowie Virtuti Militari
20 września dowódca pułku płk dypl. Stanisław Sztarejko wystąpił do dowódcy 30 DP z wnioskiem o nadanie swoim żołnierzom orderów Virtuti Militari i 167 Krzyży Walecznych. Ordery Virtuti Militari mieli otrzymać: ś.p. por. Tadeusz Loster, ś.p. por. August Granecki, ś.p. por. Michał Swierkosz, ś.p. strz. Jan Mróz, ś.p. ppor. Jan Stuglik, por. Ferdynand Weber, por. Kazimierz Krasoń, por. Michał Fryczyński, strz. Marian Rolka, ppor. Wacław Maik, sierż. Józef Brycki oraz ppor. Bolesław Mścisławski.
Po zakończeniu walk, były dowódca Armii „Łódź” – gen. dyw. Juliusz Rómmel w „Rozkazie pochwalnym dla 30 Dywizji Piechoty” nadał order Virtuti Militari IV klasy: płk. dypl. Stanisławowi Sztarejce, kpt. Antoniemu Wadzyńskiemu, mjr. Tadeuszowi Kierstowi, mjr. Stanisławowi Mastalskiemu oraz mjr. Wacławowi Sokolowi. Ponadto dowódca armii do dyspozycji dowódcy 84 pułku piechoty przekazał 30 orderów Virtuti Militari V klasy dla żołnierzy pułku.
| Struktura organizacyjna i obsada personalna we wrześniu 1939 | Struktura organizacyjna i obsada personalna we wrześniu 1939 | Struktura organizacyjna i obsada personalna we wrześniu 1939 |
| Stanowisko                                                   | Stopień, imię i nazwisko                                     | Uwagi                                                        |
| Dowództwo                                                    | Dowództwo                                                    | Dowództwo                                                    |
| ------------------------------------------------------------ | ------------------------------------------------------------ | ------------------------------------------------------------ |
| dowódca pułku                                                | płk dypl. Stanisław Sztarejko                                | do 25 IX 1939                                                |
| dowódca pułku                                                | mjr Stanisław Mastalski                                      |                                                              |
| I adiutant                                                   | kpt. Janusz Dobrski                                          | do 22 IX 1939                                                |
| I adiutant                                                   | kpt. Antoni Wadzyński                                        |                                                              |
| II adiutant                                                  | ppor. rez. Jan Kozłowski                                     |                                                              |
| oficer informacyjny                                          | kpt. Franciszek Filzek                                       | ranny 9 IX w Przyłęku                                        |
| oficer łączności                                             | por. Tadeusz Buczek                                          |                                                              |
| naczelny lekarz                                              | por. lek. Józef Franciszek Werpachowski                      |                                                              |
| kwatermistrz                                                 | kpt. Zygmunt Krysiak                                         | do 22 IX 1939                                                |
|                                                              | kpt. Janusz Dobrski                                          |                                                              |
| oficer gospodarczy                                           | kpt. Bolesław Jaskulski                                      | †9 IX Jeżów                                                  |
| oficer gospodarczy                                           | ppor. rez. Brunon Niedzielski                                | od 22 IX 1939                                                |
| oficer żywnościowy                                           | ppor. rez. Tadeusz Mazowiecki                                |                                                              |
| dowódca kompanii gospodarczej                                | ppor. rez. Cezary Zbaraszewski                               |                                                              |
| dowódca taboru pułkowego                                     | por. rez. Albert Stojanowski                                 |                                                              |
| dowódca kompanii zwiadu                                      | por. Tadeusz Kamiński                                        | do 10 IX 1939                                                |
| dowódca plutonu konnego                                      | kpr. Franciszek Wyrzykowski                                  |                                                              |
| dowódca plutonu kolarzy                                      | ppor. rez. Kazimierz Molteni                                 |                                                              |
| dowódca kompanii przeciwpancernej                            | por. rez. Augustyn Guzik-Granecki                            | †6 IX 1939                                                   |
| dowódca I plutonu                                            | sierż. pchor. Bolesław Michajłow                             |                                                              |
| dowódca II plutonu                                           | ppor. Jan Kozubek                                            |                                                              |
| dowódca III plutonu                                          | ppor. Jan Stuglik                                            | †6 IX Widawka                                                |
| dowódca IV plutonu                                           | ppor. rez. Herbert Wolfgang Rejssmiller                      |                                                              |
| dowódca plutonu artylerii piechoty                           | por. Michał Fryczyński                                       |                                                              |
| dowódca plutonu pionierów                                    | por. Jerzy Sasin                                             |                                                              |
| dowódca plutonu przeciwgazowego                              | ppor. rez. Aleksander Dubrowin                               |                                                              |
| dowódca plutonu łączności                                    | ppor. rez. Jan Serek                                         |                                                              |
| I batalion                                                   |                                                              |                                                              |
| dowódca batalionu                                            | kpt. Antoni Wadzyński                                        |                                                              |
| adiutant batalionu                                           | ppor. rez. Józef Gołębiowski                                 |                                                              |
| dowódca plutonu łączności                                    | ppor. rez. Mieczysław Rybak                                  |                                                              |
| dowódca 1 kompanii strzeleckiej                              | kpt. Stanisław Matusiak                                      |                                                              |
| dowódca I plutonu                                            | ppor. rez. Adam Krasuski                                     |                                                              |
| dowódca II plutonu                                           | ppor. rez. Wacław Maik                                       |                                                              |
| dowódca III plutonu                                          | plut. pchor. rez. Czesław Trojanowski                        |                                                              |
| dowódca 2 kompanii strzeleckiej                              | kpt. Jerzy Jeleniewicz                                       |                                                              |
| dowódca I plutonu                                            | ppor. rez. Eugeniusz Korczyk                                 |                                                              |
| dowódca II plutonu                                           | ppor. rez. Bernard Golicki                                   |                                                              |
| dowódca III plutonu                                          | ppor. rez. Stanisław Chojnacki                               |                                                              |
| dowódca 3 kompanii strzeleckiej                              | kpt. Alojzy Mizera                                           |                                                              |
| dowódca I plutonu                                            | ppor. rez. Wiktor Szubiński                                  |                                                              |
| dowódca II plutonu                                           | ppor. rez. Zygfryd Kasierski                                 |                                                              |
| dowódca III plutonu                                          | ppor. rez. Zdzisław Aksler                                   |                                                              |
| dowódca 1 kompanii ckm                                       | por. Franciszek Błażej                                       |                                                              |
| dowódca I plutonu                                            | ppor. rez. Edward Rewers                                     |                                                              |
| dowódca II plutonu                                           | ppor. rez. Czesław Hankus                                    |                                                              |
| dowódca III plutonu                                          | ppor. rez. Stanisław Sońta                                   |                                                              |
| dowódca IV plutonu (na taczankach)                           | chor. Piotr Turek                                            |                                                              |
| dowódca plutonu moździerzy                                   | ppor. Julian Majchrzak                                       |                                                              |
| II batalion                                                  |                                                              |                                                              |
| dowódca batalionu                                            | mjr Tadeusz Stanisław Kierst                                 |                                                              |
| adiutant batalionu                                           | ppor. rez. Stanisław Urbaniak                                | do 12 IX 1939                                                |
| adiutant batalionu                                           | ppor. rez. Czesław Hankus                                    | od 20 IX 1939                                                |
| dowódca plutonu łączności                                    | sierż. pchor. Stanisław Pakosiński                           | do 8 IX 1939                                                 |
| dowódca plutonu łączności                                    | ppor. rez. Jan Serek                                         | od 16 IX 1939                                                |
| dowódca 4 kompanii strzeleckiej                              | ppor. Stefan Daszkiewicz                                     | do 10 IX 1939                                                |
| dowódca 4 kompanii strzeleckiej                              | por. Józef Balukiewicz                                       | od 11 IX 1939                                                |
| dowódca I plutonu                                            | ppor. rez. Stefan Kozek                                      |                                                              |
| dowódca II plutonu                                           | ppor. rez. Mieczysław Chwaliński                             |                                                              |
| dowódca III plutonu                                          | ppor. rez. Antoni Bartoszewicz                               |                                                              |
| dowódca 5 kompanii strzeleckiej                              | por. Ferdynand Leon Weber                                    |                                                              |
| dowódca I plutonu                                            | ppor. rez. Antoni Bukczyński                                 |                                                              |
| dowódca II plutonu                                           | ppor. rez. Stanisław Sawczuk                                 |                                                              |
| dowódca III plutonu                                          | ppor. rez. Mikołaj Wieremiejczyk                             |                                                              |
| dowódca 6 kompanii strzeleckiej                              | kpt. Mieczysław Kazimierz Makarewicz                         |                                                              |
| dowódca I plutonu                                            | ppor. rez. Edmund Lipiński                                   |                                                              |
| dowódca II plutonu                                           | ppor. rez. Stefan Banaszkiewicz                              |                                                              |
| dowódca III plutonu                                          | ppor. rez. Stanisław Możejko                                 |                                                              |
| dowódca 2 kompanii ckm                                       | kpt. Józef Maria Hoffman                                     |                                                              |
| dowódca I plutonu                                            | ppor. rez. piech. Bolesław Ościłowski                        |                                                              |
| dowódca II plutonu                                           | ppor. rez. Czesław Reniger                                   |                                                              |
| dowódca III plutonu                                          | ppor. rez. Franciszek Sytniejewski                           |                                                              |
| dowódca IV plutonu (na taczankach)                           | ppor. rez. Stanisław Szłapka                                 |                                                              |
| dowódca plutonu moździerzy                                   | sierż. pchor. Mieczysław Melanowski                          |                                                              |
| III batalion                                                 |                                                              |                                                              |
| dowódca batalionu                                            | mjr Stanisław Mastalski                                      |                                                              |
| adiutant batalionu                                           | ppor. rez. Czesław Chalamoński                               |                                                              |
| dowódca plutonu łączności                                    | ppor. rez. Wacław Kłonica                                    |                                                              |
| dowódca 7 kompanii strzeleckiej                              | por. Kazimierz Krasoń                                        | do 25 IX 1939                                                |
| dowódca 7 kompanii strzeleckiej                              | por. Czesław Barylewski                                      |                                                              |
| dowódca I plutonu                                            | ppor. Gracjan Szymankiewicz                                  |                                                              |
| dowódca II plutonu                                           | ppor. rez. Paweł Rowiński                                    |                                                              |
| dowódca III plutonu                                          | ppor. rez. Sylwester Jagodziński                             |                                                              |
| dowódca 8 kompanii strzeleckiej                              | kpt. Zygmunt Alfons Beliczyński                              | do 8 IX 1939                                                 |
| dowódca 8 kompanii strzeleckiej                              | por. Jerzy Sasin                                             | od 16 IX 1939                                                |
| dowódca I plutonu                                            | por. rez. Michał Świerkosz                                   | †5 IX                                                        |
| dowódca II plutonu                                           | ppor. rez. Wiktor Bargiełowski                               |                                                              |
| dowódca III plutonu                                          | plut. pchor. rez. Eryk Gerlach                               |                                                              |
| dowódca 9 kompanii strzeleckiej                              | por. Tadeusz Loster                                          | †9 IX Jeżów                                                  |
| dowódca I plutonu                                            | ppor. rez. Józef Kapuściński                                 | †9 IX Jeżów                                                  |
| dowódca II plutonu                                           | ppor. rez. Józef Kot                                         | †9 IX Jeżów                                                  |
| dowódca III plutonu                                          | ppor. rez. Henryk Chaniewski                                 |                                                              |
| dowódca 3 kompanii ckm                                       | por. Tadeusz Wierciński                                      | do 9 IX 1939                                                 |
| dowódca 3 kompanii ckm                                       | kpt. Józef Hoffman                                           | od 16 IX 1939                                                |
| dowódca I plutonu                                            | ppor. rez. Stanisław Miecznikowski                           |                                                              |
| dowódca II plutonu                                           | ppor. rez. Wiktor Kamieniarz                                 |                                                              |
| dowódca III plutonu                                          | plut. pchor. rez. Bronisław Berliński                        |                                                              |
| dowódca IV plutonu (na taczankach)                           | ppor. rez. Julian Janik                                      |                                                              |
| dowódca plutonu moździerzy                                   | ppor. rez. Stefan Wasilewski                                 |                                                              |
| IV batalion                                                  |                                                              |                                                              |
| dowódca batalionu                                            | mjr piech. Wacław Jakub Sokol                                |                                                              |
| adiutant batalionu                                           | ppor. rez. Mieczysław Antoni Michalski                       |                                                              |
| dowódca plutonu łączności                                    | ppor. rez. Witold Kalinowski                                 |                                                              |
| dowódca 10 kompanii strzeleckiej                             | por. Józef Balukiewicz                                       |                                                              |
| dowódca I plutonu                                            | ppor. rez. Bohdan Melech                                     |                                                              |
| dowódca II plutonu                                           | ppor. rez. Stefan Sacharek                                   |                                                              |
| dowódca III plutonu                                          | ppor. rez. Teofil Tabaczka                                   |                                                              |
| dowódca 11 kompanii strzeleckiej                             | por. rez. dr Tadeusz Szela                                   |                                                              |
| dowódca I plutonu                                            | ppor. rez. Marian Słowik                                     |                                                              |
| dowódca II plutonu                                           | ppor. rez. Antoni Wilczyński                                 |                                                              |
| dowódca III plutonu                                          | ppor. Włodzimierz Drzewieniecki                              |                                                              |
| dowódca 12 kompanii strzeleckiej                             | kpt. Stanisław Radajewicz                                    |                                                              |
| dowódca I plutonu                                            | ppor. rez. Józef Rewerski                                    |                                                              |
| dowódca II plutonu                                           | ppor. rez. Jan Redmerski                                     |                                                              |
| dowódca III plutonu                                          | ppor. rez. Władysław Ignaczewski                             |                                                              |
| dowódca 4 kompanii ckm                                       | por. Karol Nodzeński                                         |                                                              |
| dowódca I plutonu                                            | por. rez. Stefan Mizerski                                    |                                                              |
| dowódca II plutonu                                           | ppor. rez. Marian Kuczabiński                                |                                                              |
| dowódca III plutonu                                          | ppor. rez. Alfred Wawrzyniak                                 |                                                              |
| dowódca IV plutonu (na taczankach)                           | ppor. rez. Paweł Mindak                                      |                                                              |
| dowódca plutonu moździerzy                                   | ppor. Jan Wiśniewski                                         |                                                              |

## Symbole pułku
Chorągiew i sztandar pułku

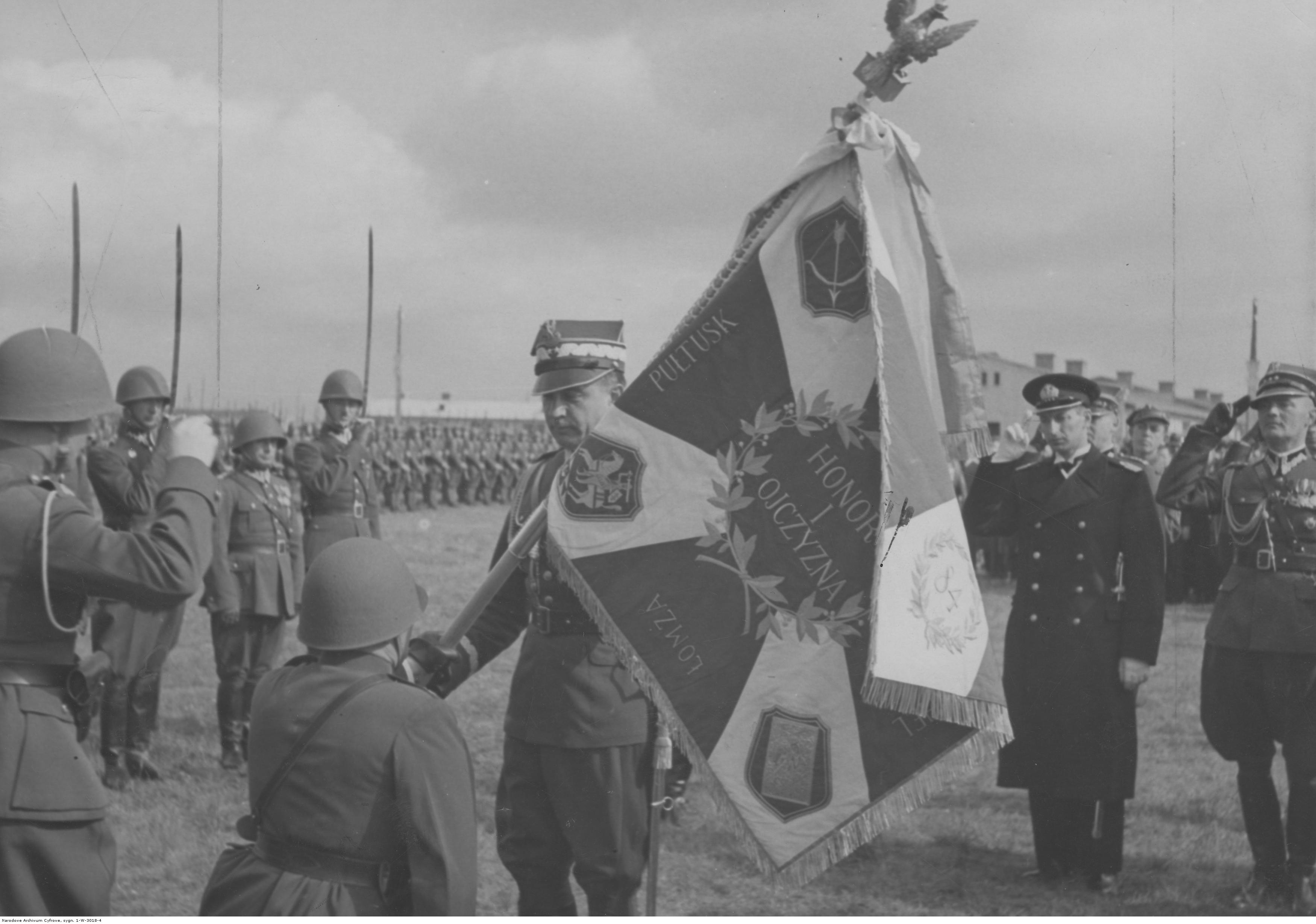
Wręczenie sztandaru 84 pułkowi Strzelców Poleskich ufundowanego przez społeczeństwo Polesia; Pińsk, 1936

Pułk posiadał dwa znaki pułkowe. Pierwszy został wręczony w 1920 w Warszawie przez Koło Opieki.
24 lipca 1924 Prezydent RP zatwierdził wzór chorągwi 84 pp.
29 lipca 1924 roku dowódca Okręgu Korpusu Nr IX, generał dywizji Józef Rybak, w imieniu Prezydenta RP, wręczył dowódcy pułku, podpułkownikowi Alojzemu Wir-Konasowi chorągiew ufundowaną przez komitet pod przewodnictwem sędziego Sądu Okręgowego w Pińsku, Władysława Pawlucia, w skład którego wchodzili przedstawiciele powiatów: łuninieckiego, pińskiego i stolińskiego. Ceremonia wręczenia chorągwi była połączona z obchodami święta pułkowego.
26 września 1936, w Pińsku, Minister Spraw Wojskowych generał dywizji Tadeusz Kasprzycki wręczył dowódcy pułku sztandar ufundowany przez społeczeństwo Polesia.
Na prawej stronie płata znajdował się amarantowy krzyż, w środku którego wyhaftowano orła w wieńcu laurowym. Na białych polach, pomiędzy ramionami krzyża, znajdowały się cyfry 84 w wieńcach laurowych.

Na lewej stronie płata sztandarowego, pośrodku krzyża kawaleryjskiego znajdował się wieniec taki sam jak po stronie prawej, a w wieńcu trzywierszowy napis „HONOR I OJCZYZNA”. W rogach sztandaru, w mniejszych wieńcach umieszczone były na tarczach:
- w prawym górnym – herb Łomży
- w lewy górnym – herb Pińska
- w prawym dolnym – wizerunek Matki Boskiej Kodeńskiej
- w lewym dolnym – herb Polesia.

Losy sztandaru po 1939 roku były nieznane, a relacje światków rozbieżne.
W 1992 sztandar został odnaleziony w magazynach Centralnego Muzeum Sił Zbrojnych byłego ZSRR i przekazany stronie polskiej podczas wizyty prezydenta RP Lecha Wałęsy w Moskwie maju 1992. Według informacji uzyskanej od Rosjan sztandar został zdobyty w okolicach Wytyczna.
Odznaka pamiątkowa
23 września 1935 roku kierownik Ministerstwa Spraw Wojskowych, generał brygady Tadeusz Kasprzycki zatwierdził wzór i regulamin odznaki pamiątkowej 84 Pułk Strzelców Poleskich. Odznaka o wymiarach 40x40 mm ma kształt Krzyża Niepodległości o ramionach emaliowanych na żółto ze wstawkami w formie granatowych naramienników. W środku krzyża znajduje się kwadratowa tarcza emaliowana w kolorze granatowym. Na tarczy i ramionach krzyża wpisano numer i nazwę pułku „84 PUŁK STRZELCÓW POLESKICH”. Między ramionami krzyża po siedem pęków promieni i cztery tarcze herbowe na które wpisano: herb Pińska, krajobraz poleski, numery i inicjały „101 PP” i „84 PP”. Dwuczęściowa – oficerska, wykonana w srebrze ze złoceniami i emalią. Na rewersie próba srebra, imiennik grawera WG i numer. Wykonawcą odznaki był Wiktor Gontarczyk z Warszawy.

## Strzelcy polescy

### Dowódcy i zastępcy dowódcy pułku
| Dowódcy pułku                           | Dowódcy pułku             | Dowódcy pułku                  |
| Stopień, imię i nazwisko                | Okres pełnienia służby    | Kolejne stanowisko             |
| --------------------------------------- | ------------------------- | ------------------------------ |
| kpt. piech. Jan Bratro                  | od 1 VI 1920              |                                |
| ppłk piech. Włodzimierz Hellmann        | 1920–1922?                |                                |
| płk piech. Franciszek Stutzmann         | VII 1922 – III 1923       | dowódca 2 psp                  |
| płk piech. Henryk Weiss                 | III – 1 VI 1923           | dowódca 25 pp                  |
| ppłk piech. Alojzy Wir-Konas            | od 1 VI 1923              |                                |
| płk piech. Stanisław Oziewicz           | II 1929 – II 1930         | stan spoczynku                 |
| ppłk / płk piech. Józef Tunguz-Zawiślak | 21 I 1930 – VII 1937      | PUWFiPW                        |
| płk dypl. piech. Stanisław Sztarejko    | 1937 – IX 1939            | niemiecka niewola              |
| Zastępcy dowódcy pułku                  |                           |                                |
| mjr piech. Walerian Wiśniewski          | 22 VII 1922 – 1924        | wykładowca w DCW               |
| mjr / ppłk piech. Wilhelm Popelka       | IV 1924 – 30 VII 1928     | dowódca batalionu podchorążych |
| ppłk piech. Tadeusz Paweł Podwysocki    | 24 VII 1928 – 12 III 1929 | zastępca dowódcy 86 pp         |
| ppłk piech. Aleksander I Wójcicki       | 12 III 1929 – 1 IX 1931   | kierownik 5 Okr. Urz. WFiPW    |
| ppłk dypl. Szymon Kocur                 | 1 IX 1931 – 7 VI 1934     | kierownik 6 Okr. Urz. WFiPW    |
| ppłk dypl. Andrzej Strach               | 4 VII 1935 – 1939         |                                |
| II zastępcy                             |                           |                                |
| mjr piech. Jan IV Lachowicz             | IV 1934 – 1938            | dowódca baonu KOP „Ostróg”     |
| mjr piech. Józef Żeleski                | 1938 – 21 III 1939        | dowódca pozostałości 84 pp     |
| kpt. piech. Zygmunt Krysiak             | III – IX 1939             |                                |

### Żołnierze pułku – ofiary zbrodni katyńskiej
Biogramy ofiar zbrodni katyńskiej znajdują się między innymi w bazach udostępnionych przez Ministerstwo Kultury i Dziedzictwa Narodowego oraz Muzeum Katyńskie.
| Nazwisko i imię      | stopień              | zawód             | miejsce pracy przed mobilizacją    | zamordowany |
| -------------------- | -------------------- | ----------------- | ---------------------------------- | ----------- |
| Chaniewski Henryk    | podporucznik rezerwy | nauczyciel        | szkoła w Rzeczycy                  | Katyń       |
| Górniak Józef        | podporucznik rezerwy | inżynier geodeta  |                                    | Katyń       |
| Jakubiec Adam        | podporucznik rezerwy | urzędnik          | Izba Skarbowa we Włodzimierzu Woł. | Katyń       |
| Jakubowicz Dobiesław | podporucznik rezerwy | nauczyciel        | Szkoła Powszechna w Strzybnicy     | Katyń       |
| Kowalczyk Jan        | podporucznik rezerwy | nauczyciel        | szkoła powszechna w Łabiszynie     | Katyń       |
| Kowalewicz Leszek    | podporucznik rezerwy | prawnik           |                                    | Katyń       |
| Łyska Gotfryd        | podporucznik rezerwy | urzędnik          | Huta „Silesia” w Lipinach Śl.      | Katyń       |
| Muszyński Józef      | porucznik            | żołnierz zawodowy | dowódca 1 kkm 53 pp                | Katyń       |
| Paszkiewicz Ryszard  | podporucznik rezerwy | prawnik           | Okr. Urząd Akcyzy w Warszawie      | Katyń       |
| Pojmański Antoni     | kapitan rezerwy      | inżynier          |                                    | Katyń       |
| Sosnowski Kazimierz  | porucznik            | żołnierz zawodowy | oficer placu Pińsk                 | Katyń?      |
| Szkiruć Józef        | podporucznik rezerwy | nauczyciel        | Szkoła w Dworze Dubienieckim       | Katyń       |
| Wawrzynowicz Urban   | podporucznik rezerwy | nauczyciel        | gimnazjum we Włodzimierzu Woł.     | Katyń       |
| Zajączkowski Roman   | podporucznik rezerwy | inżynier          | „W. Trojanowski i Ska”             | Katyń       |
| Adamski Henryk       | podporucznik rezerwy | nauczyciel        | szkoła w pow. pińskim              | Charków     |
| Baraniak Seweryn     | podporucznik rezerwy | nauczyciel        | szkoła powszechna                  | Charków     |
| Chudzicki Wacław     | kapitan              | żołnierz zawodowy |                                    | Charków     |
| Jakubowski Jerzy     | porucznik rezerwy    |                   | ziemianin                          | Charków     |
| Jarmołowicz Feliks   | porucznik            | żołnierz zawodowy |                                    | Charków     |
| Linkowski Stanisław  | podporucznik rezerwy | urzędnik          |                                    | Charków     |
| Mikutowicz Władysław | podporucznik rezerwy | urzędnik          |                                    | Charków     |
| Morawski Stanisław   | podporucznik rezerwy |                   |                                    | Charków     |
| Sosnowski Kazimierz? | porucznik            | żołnierz zawodowy | ?                                  | Charków?    |
| Sowa Władysław       | podporucznik rezerwy |                   |                                    | Charków     |
| Szejko Wawrzyniec    | podporucznik rezerwy |                   |                                    | Charków     |
| Szemborski Jan       | podporucznik rezerwy |                   |                                    | Charków     |
| Szłapka Stanisław    | podporucznik rezerwy | nauczyciel        |                                    | Charków     |
| Świerkosz Michał     | porucznik rezerwy    |                   |                                    | Charków     |
| Walawski Janusz      | podporucznik rezerwy |                   |                                    | Charków     |
| Nawrocki Konstanty   | ppor. rez.           | nauczyciel        |                                    | ULK         |
| Sobocki Feliks       | ppor. rez.           | osadnik wojskowy  | zam. Trebieżów                     | BLK         |
| Butewicz Stefan      | kapitan              | żołnierz zawodowy | ?                                  | Kalinin     |
| Szczepański Jan      | wachmistrz           | żołnierz zawodowy |                                    | Kalinin     |

## Upamiętnienie
Od 2007 roku w Bełchatowie działa Grupa Rekonstrukcji Historycznej 84 pułku piechoty Strzelców Poleskich. Odtwarza ona postacie żołnierzy i dba o kultywowanie tradycji pułkowych. Jednym z największych ich osiągnięć jest odnowienie schronu, który w 1939 roku wybudował 84 pp.